# Württembergische Staatstheater Stuttgart

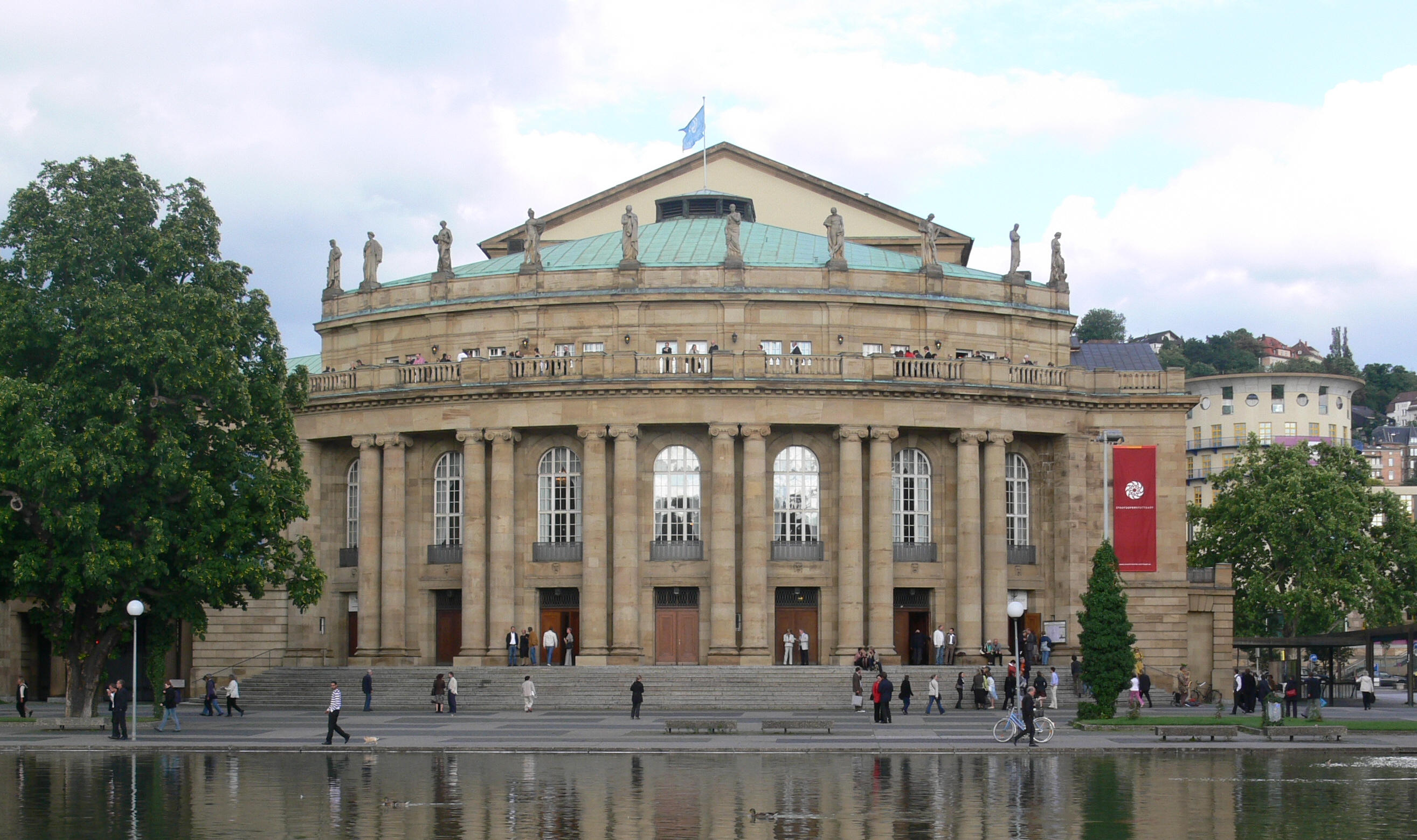
Opernhaus (Großes Haus) der Württembergischen Staatstheater Stuttgart

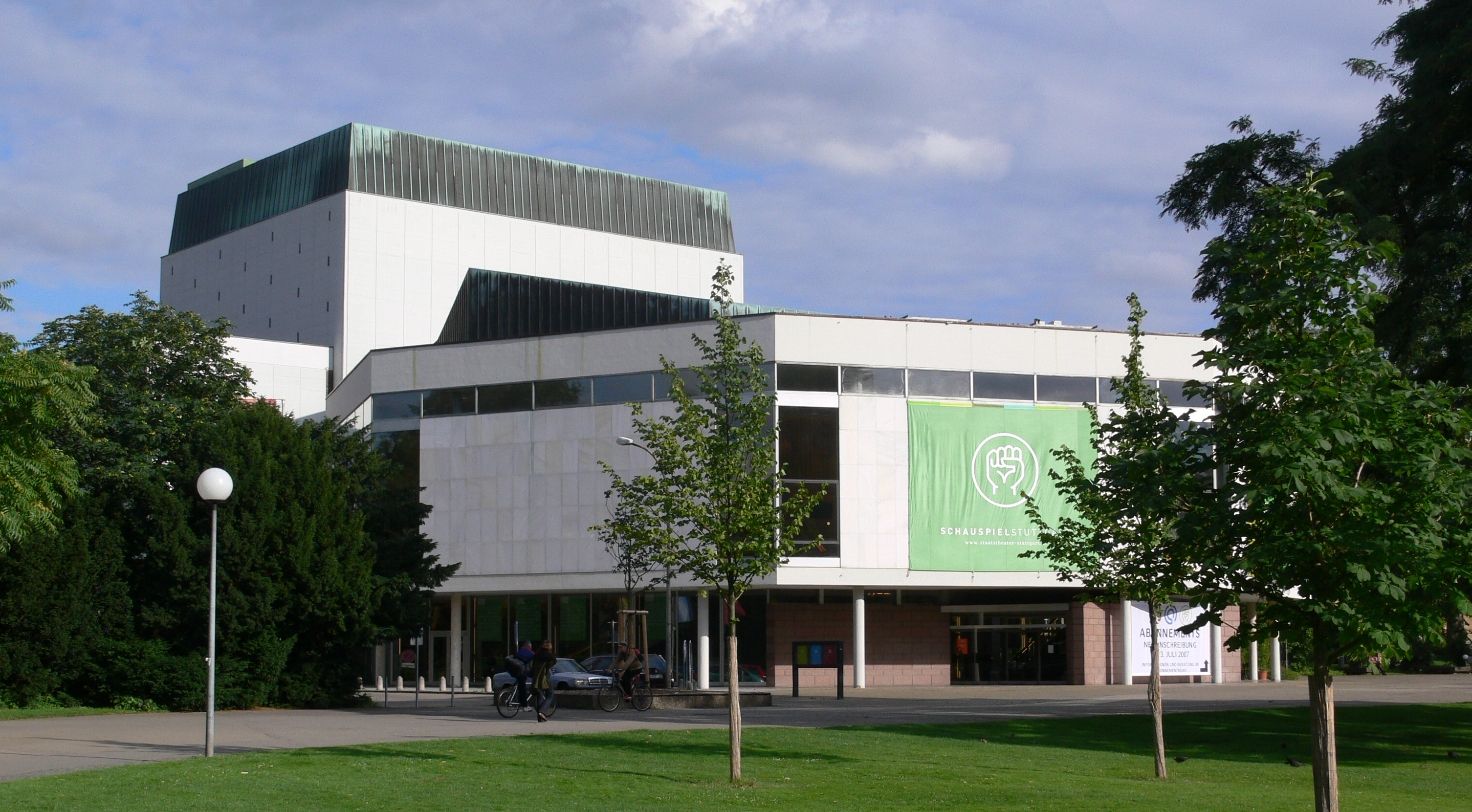
Schauspielhaus (Kleines Haus) der Württembergischen Staatstheater Stuttgart

Die Württembergischen Staatstheater Stuttgart sind ein aus der Staatsoper Stuttgart, dem Stuttgarter Ballett und dem Schauspiel Stuttgart bestehendes Dreispartentheater in der baden-württembergischen Landeshauptstadt Stuttgart. Die neuklassizistischen Theatergebäude im Oberen Schlossgarten, das Große Haus für die Oper und das Kleine Haus für das Schauspiel, wurden 1909 bis 1912 durch König Wilhelm II. vom Architekten Max Littmann als württembergische Hoftheater errichtet. Das Kleine Haus wurde im Zweiten Weltkrieg beschädigt, danach abgerissen und 1962 durch einen modernistischen Neubau ersetzt. Das Große Haus wurde 1956 umgebaut und 1984 restauriert. Mit rund 1.400 Mitarbeitern und 500.000 Zuschauern sind die Württembergischen Staatstheater Stuttgart das größte Dreispartentheater Europas.

## Geschichte

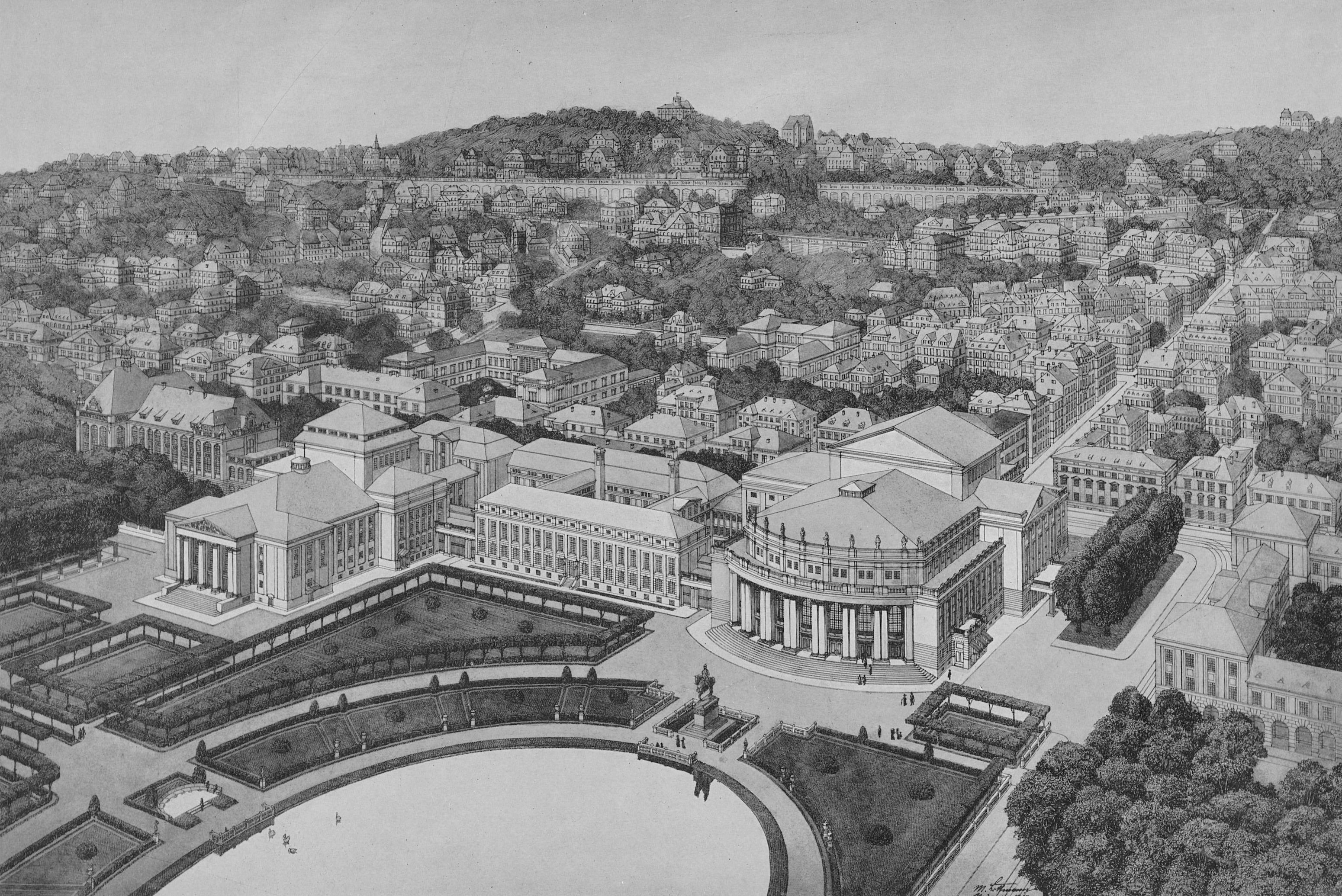
Perspektive der Hoftheater

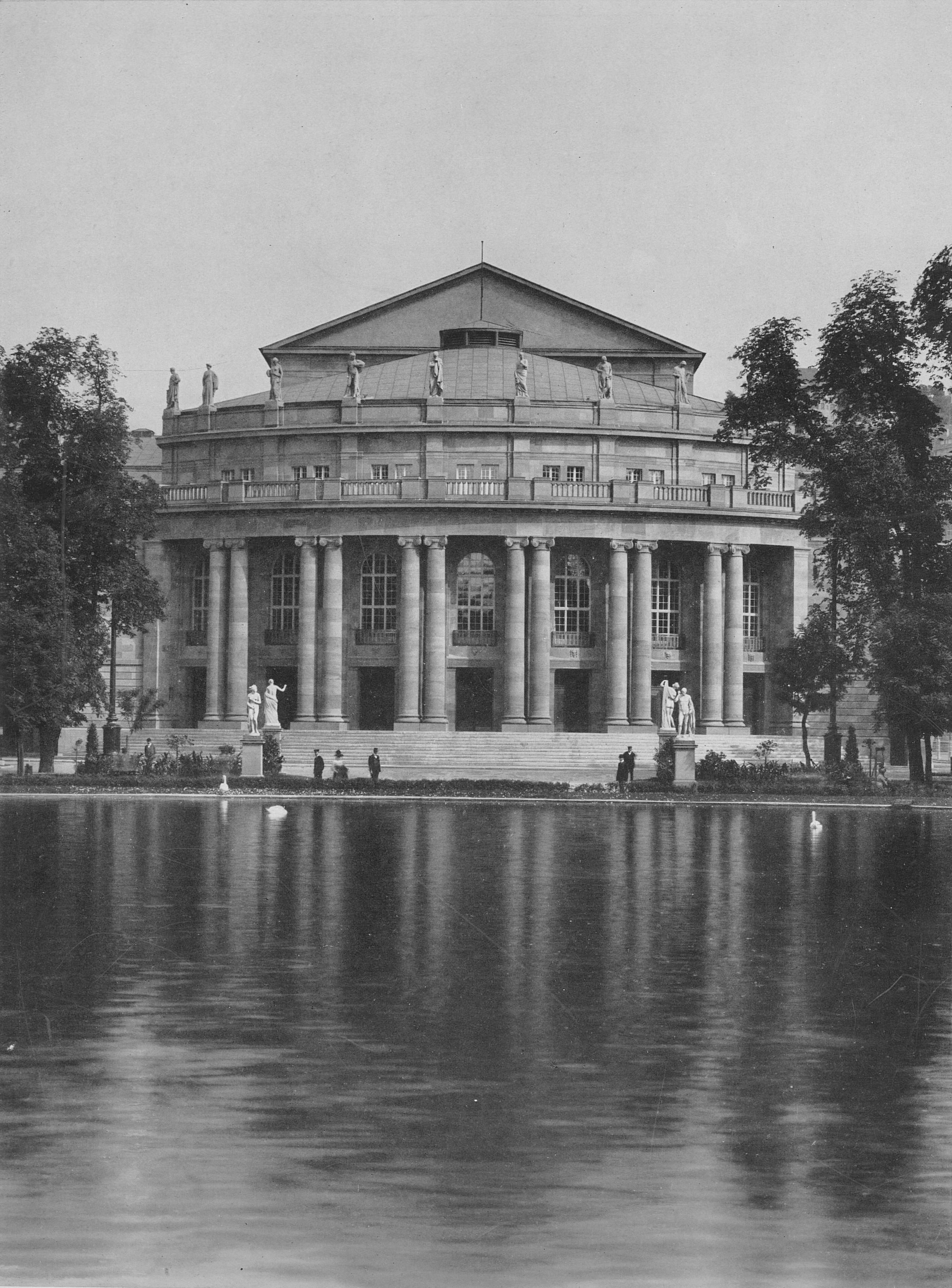
Außenansicht des Großen Hauses

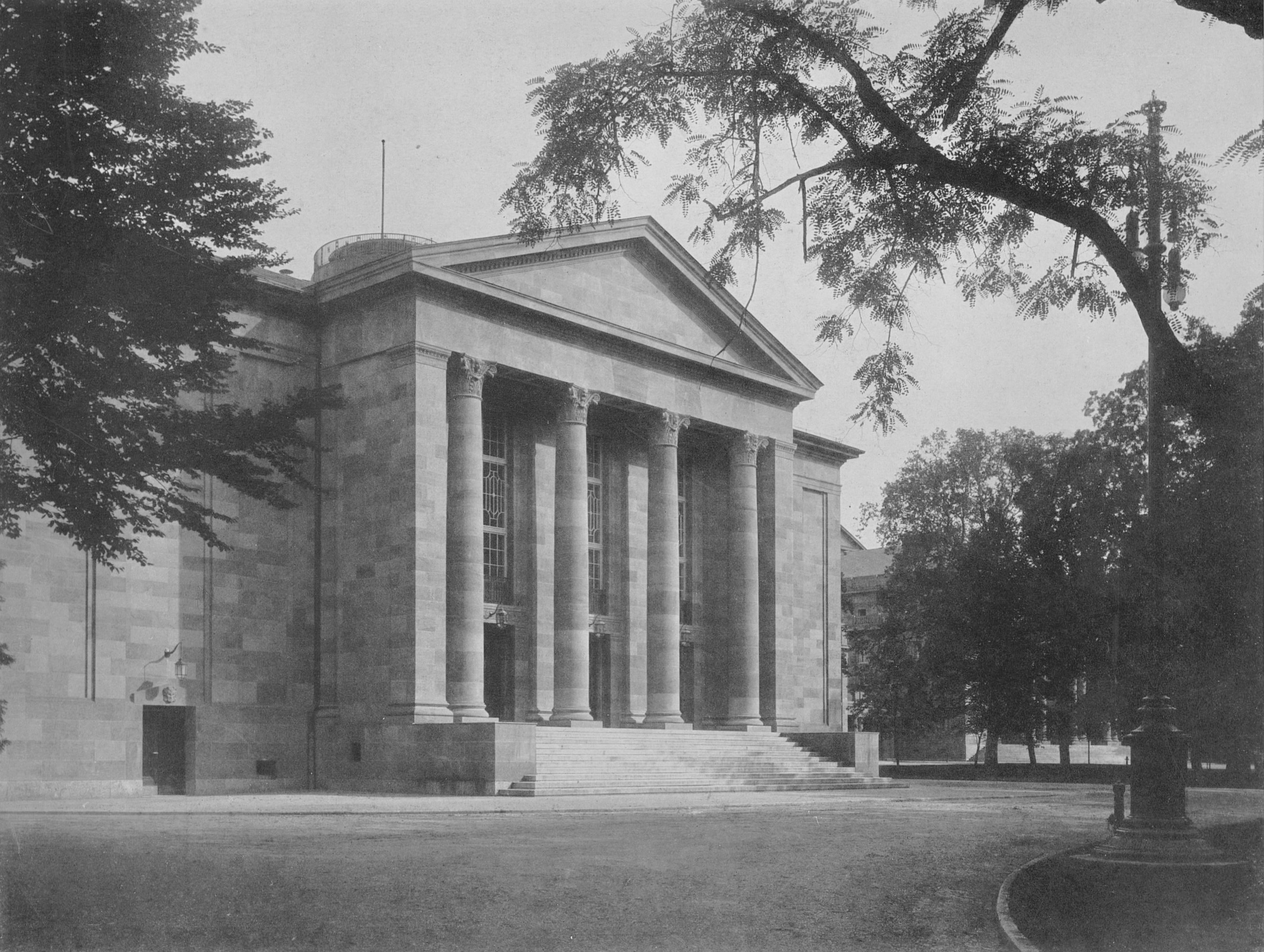
Außenansicht des Kleinen Hauses (1912)

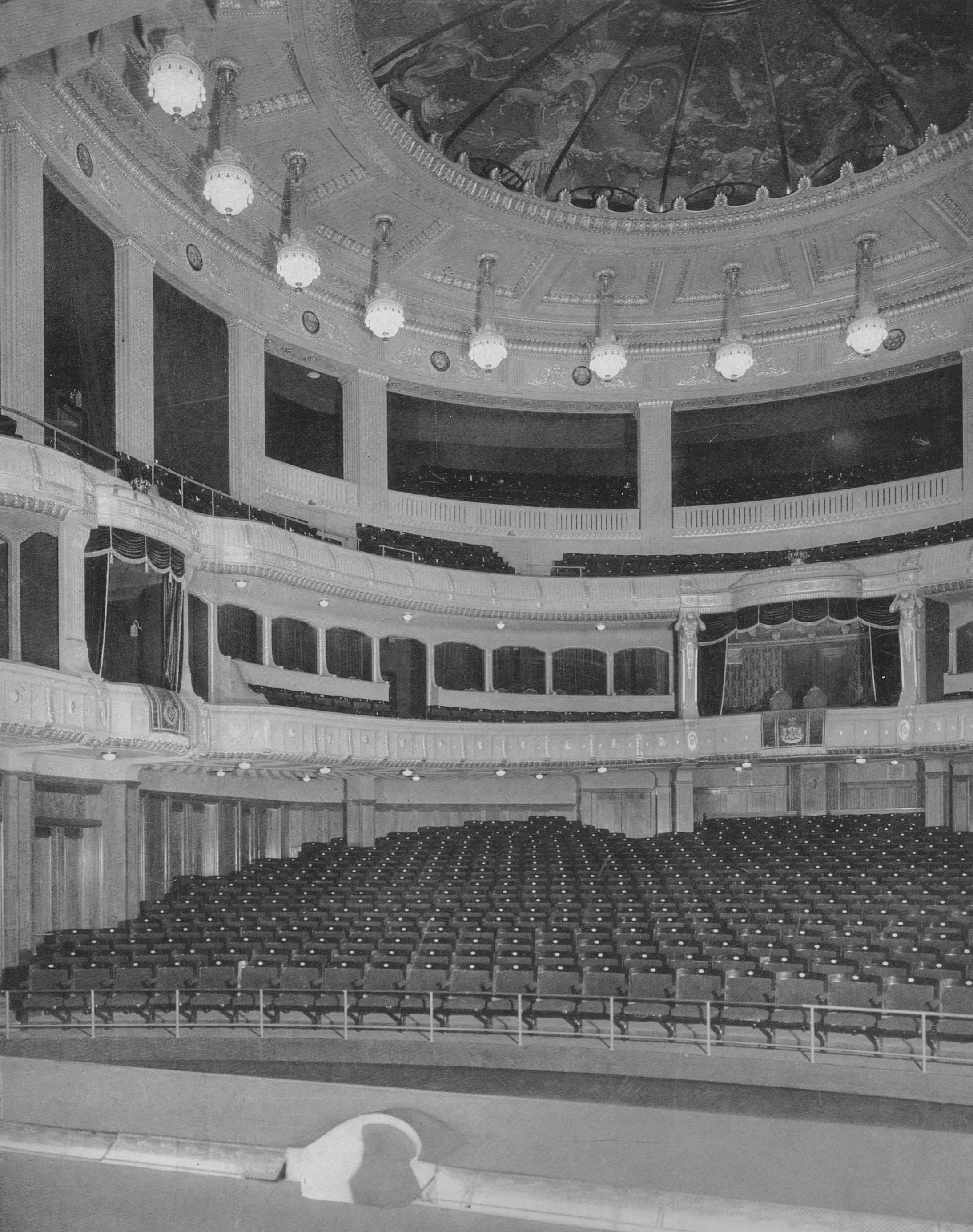
Innenansicht des Großen Hauses

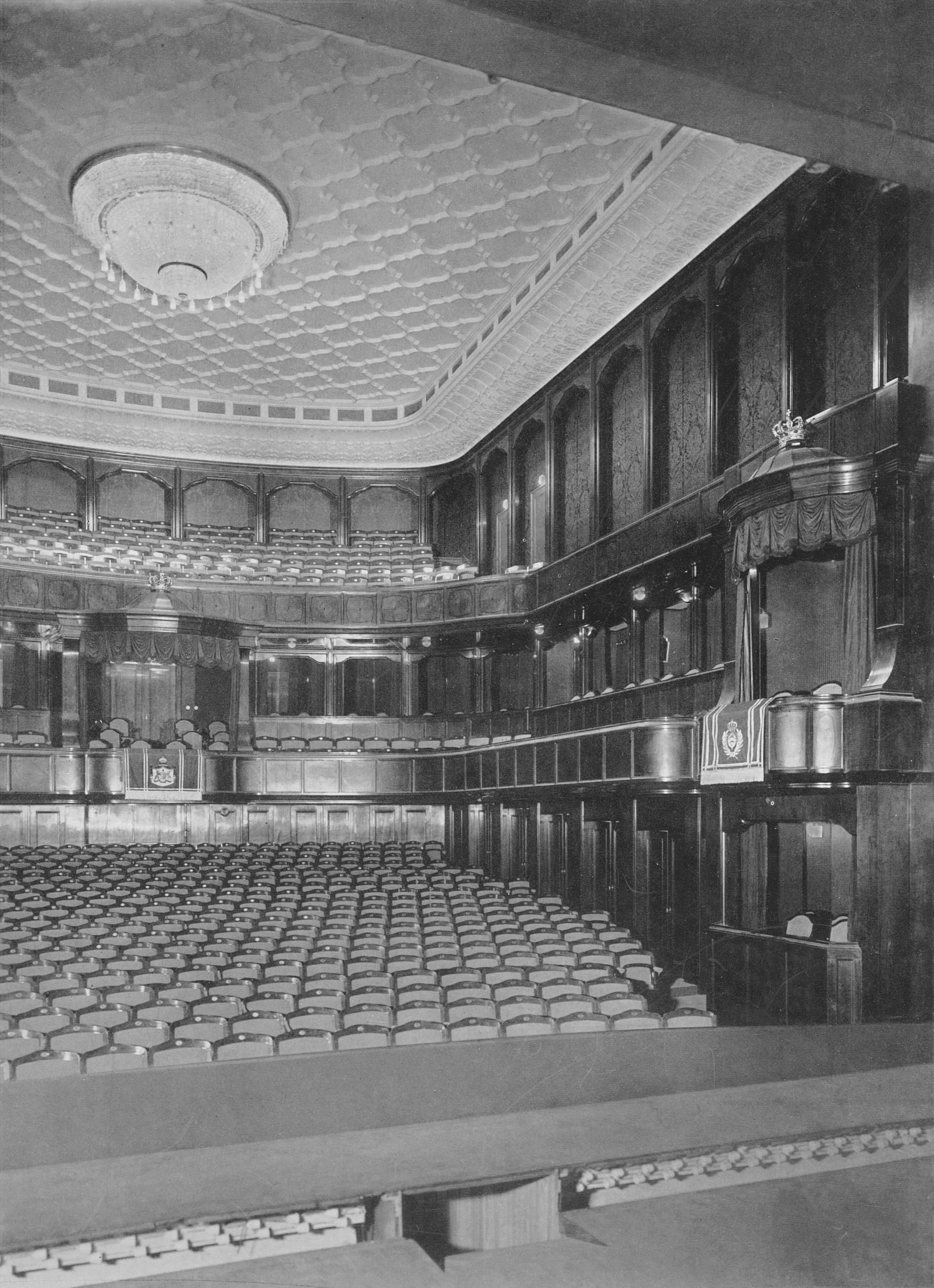
Innenansicht des Kleinen Hauses (1912)

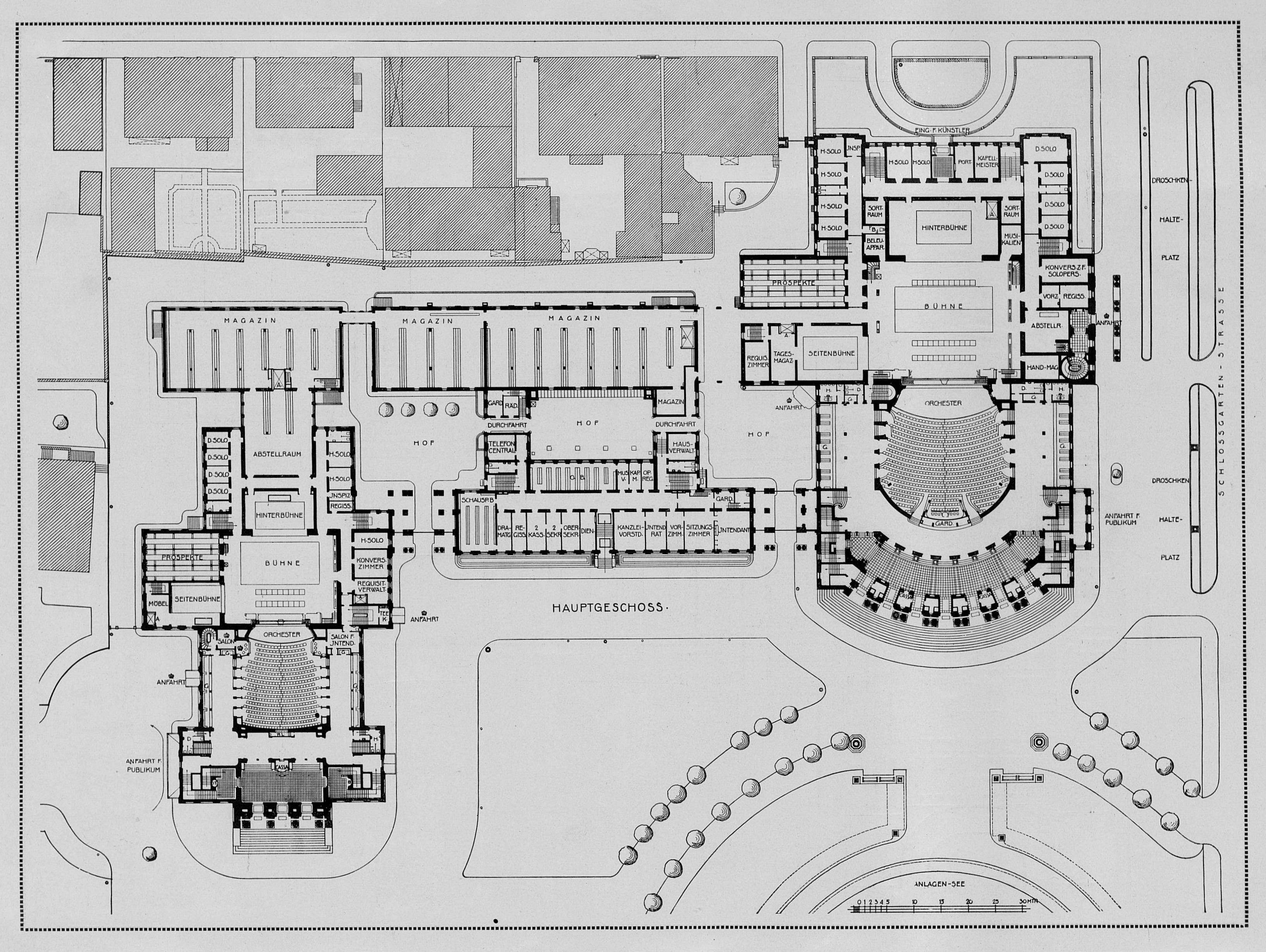
Grundriss der Hoftheater

### Neubau der Königlichen Hoftheater (1909–1912)
Seit dem 17. Jahrhundert fanden Opern-, Ballett- und Schauspielaufführungen in Stuttgart im Festsaal des Neuen Lusthauses statt. Als erste Opernaufführung gilt das Singspiel Der Raub der Proserpina (1660) des Stuttgarter Hofkapellmeisters Samuel Capricornus. Vier Jahre später sind feste Bühneneinrichtungen nachweisbar (1664). 1750 wurde das Neue Lusthaus zum Opernhaus sowie 1811 und 1845 zum Königlichen Hoftheater umgebaut. In der Nacht vom 19. auf den 20. Januar 1902 brannte das alte königliche Hoftheater nieder. Im Kern ging dieses Gebäude noch auf das Neue Lusthaus aus dem Jahr 1593 zurück. Bereits im Oktober 1902 konnte das Königliche Interimstheater als vorübergehende Spielstätte eröffnet werden, erbaut von Ludwig Eisenlohr. Das Interimstheater diente für die Zeit bis zur Eröffnung der neuen Theatergebäude 1912 als Spielstätte. Heute befindet sich an diesem Standort der Landtag von Baden-Württemberg. Darüber hinaus fanden in dieser Zeit Aufführungen im Wilhelma-Theater sowie zahlreiche Gastspiele, u. a. im Konzerthaus Ravensburg sowie in weiteren Städten des Deutschen Reichs statt.
Nach ausführlichen Beratungsgesprächen im Frühjahr 1908 wurde beschlossen, dass an eine begrenzte Zahl von erfahrenen Theaterbauarchitekten eine Ausschreibung zum Wettbewerb für den Neubau der Königlichen Hoftheater stattfinden sollte. Die Arbeit des anerkannten Architekten Max Littmann wurde von dem Preisgericht von 23 eingereichten Entwürfen auf den ersten Platz gewählt. In der darauffolgenden Umsetzung konnte allerdings nicht das genaue Wettbewerbsobjekt realisiert werden, da der Architekt sich mit weiteren Bearbeitungen befassen musste. Der generelle Grundrissgedanke und die Grundidee des Aufbaus blieben jedoch erhalten. Nun wurde klar, dass der Platz neben dem Alten Schloss in Stuttgart für den geplanten Theaterkomplex mit zwei Häusern nicht genügte. Die alte Planmappe aus dem Archiv des Hauses Württemberg in Altshausen zeugt mit großformatigen Lageplänen und dem aus Pappe geschnittenen Grundriss des geplanten Theaters davon, dass man sich bei der Suche nach einem geeigneten Standort intensiv mit der Thematik auseinandersetzte. Als Standort wurde schließlich der Schlossgarten mit See gewählt. Dieser bot für das geplante Zwei-Häuser-System eine Gelegenheit der bewegten Gliederung um den See herum und steigerte die Verwendbarkeit der Anlage.
1909 bis 1912 wurden die neuklassizistischen Theatergebäude als Zweihausanlage mit Großem und Kleinem Haus erbaut. Max Reinhardt bezeichnete das Kleine Haus als das schönste Theater der Welt. Baubeginn war im September 1909, Fertigstellung im Sommer 1912, am 14. und 15. September folgte die Eröffnungsfeier. Schon bald galt das neue Opernhaus als Zentrum des klassischen und modernen Musiklebens, an dem berühmte Sänger und Dirigenten und Regisseure wirkten und arbeiteten. Die Anlage besteht bis heute aus Großem und Kleinem Haus und den diese verbindenden Verwaltungs- und Kulissengebäuden. Littmann gelang eine ausgewogene Verteilung der baulichen Massen. Max Littmann hatte nicht vor, mit dem Kleinen Haus eine Kopie des Großen Hauses zu schaffen, er wollte das Gemeinsame in der Baugesinnung durch ähnliche Proportionen kennzeichnen. Bei der Ausgestaltung der Anlage wurden renommierte Künstler, vor allem Stuttgarter Künstler, hinzugezogen. Nach dem Sturz der Monarchie wurden die Königlichen Hoftheater umbenannt in Württembergische Landestheater. Seit 1924 stehen die Gebäude unter Denkmalschutz. Laut Georg Jacob Wolf (1931) ist der Theaterbau in Stuttgart der größte von Littmann und sein Hauptwerk.

„Mit den neuen Hoftheatern in Stuttgart wurden zum ersten Male zwei Theater gleichzeitig in engem, organischem Zusammenhang nach künstlerischen Grundsätzen errichtet und damit ein neuer Typus geschaffen.“

### Umbau der Württembergischen Staatstheater (1959–1962)
Während des Zweiten Weltkrieges wurde das Kleine Haus beschädigt und danach abgerissen, wodurch das ursprüngliche Ensemble aus Großem und Kleinem Haus zerstört wurde. Nachdem die amerikanischen Truppen sich in Stuttgart niedergelassen hatten, richteten sie im Großen Haus ihren PX Club ein, in dem sie ihre Freizeit u. a. mit Ping Pong verbrachten. Am frühen Abend, vor Beginn der Sperrstunde, durften auch die Einheimischen, wenn sie Heizmaterial mitbrachten, allerdings nur ins Parkett. Nach der Umstellung der Währung gab die Besatzungsmacht das Große Haus frei und es war wieder möglich, Theaterkarten zu kaufen. Das Theatergebäude wurde bis auf die kurze Zeit nach dem Krieg ausschließlich für Vorstellungen von Opern, Balletten und Schauspielen genutzt. Das Große Haus überstand den Zweiten Weltkrieg weitgehend intakt, während das Kleine Haus durch eine Fliegerbombe im Herbst 1944 ausbrannte. Nach dem Inkrafttreten des Grundgesetzes 1949 setzten Überlegungen ein, die zur Modernisierung und Umgestaltung des Großen Hauses im Jahr 1956 führte. Die staatliche Denkmalpflege wurde nicht einbezogen. Zu dieser Zeit gab es in mehreren Punkten Kritik an der Gestaltung des Großen Hauses, wie zum Beispiel am Farbklang der Innengestaltung von Grausilber, Violett und Honigfarbton, mit der Littmann den Raum in kühle Eleganz getaucht hatte. Des Weiteren war die Bühnenbeleuchtung nicht mehr zeitgemäß, da sie begrenzt an den Proszeniumslogen angebracht worden war. Die Akustik des Orchestergrabens war seit der Entfernung des in den 1920er Jahren angebrachten Schalldeckels problematisch. Außerdem waren die Zugänge in den zweiten und dritten Rang durch die engen Treppenhäuser erschwert.
Damalige Bühnenbildner kritisierten den monumentalen Portalrahmen des Großen Hauses. Der Architekt Paul Stohrer, ein Teilnehmer des Wettbewerbs um den Neubau des Kleinen Hauses, wurde schließlich mit der Modernisierung des Großen Hauses beauftragt. Mit der Umgestaltung sollten die Haustechnik, vor allem die Lüftung, modernisiert und der verpönte Stuck und die damals nicht wertgeschätzten Lüster entfernt werden. Stohrer ließ für das Orchester ein Hubpodium einbauen und den Portalrahmen mit patinierten Sperrholzplatten verkleiden, um die Trennung von Publikum und Bühne zu minimieren. Man wollte lediglich die Grundgliederung des Theatergebäudes bewahren, ihm aber eine glatte, eher funktionale Oberfläche verleihen. Die grausilbernen Rangbrüstungen wurden mit einem Weißgrau aufgehellt und die gelbgoldene Wandbespannung wurde durch eine silbergraue ersetzt. Die Speichen der Deckenrosette wurden mit weißgrauem Putz verdeckt, wodurch man glaubte, das Kuppelbild von Julius Mössel besser zur Geltung zu bringen. Das zuvor goldgelbe Gestühl wurde mit einem blauvioletten Stoff bespannt. Nach den Umbauten waren die Ziele der Neugestaltung erreicht worden: festlicher, hellerer Innenraum, funktional verbessert und befreit vom Stuck. Nach der Entfernung von Stuck und Verzierungen las man zunächst durchgehend positive Kritiken in der Stuttgarter Lokalpresse. Aus heutiger Perspektive macht man den Zeitgeschmack der Nachkriegszeit für die Modernisierung der Innenarchitektur verantwortlich. Auch erhoffte man sich, dass die Entfernung des Stucks und der Verzierungen den Schall in alle Richtungen brechen ließe und so die Akustik im Großen Haus verbessert würde. Dies stellte sich jedoch als Irrtum heraus.
Kurz nach dem Umbau behauptete der Musikkritiker Otto Erich Schilling, dass der Klang feinfühliger und hellhöriger sei. Dennoch teilte die Zeitschrift Der Spiegel ein Jahr später mit, dass sich die Akustik verschlechtert habe und es sogar Ensembles gebe, die ihren Vertrag mit dem Opernhaus kündigen wollten. Das Problem lag weniger im Zuschauerraum, als vielmehr auf der Bühne. Die Künstler nahmen ihre Stimmen und Instrumente verzerrt wahr. Durch die Polstergarnituren wurde die Reflexion des Schalls auf die Bühne vermindert. Nach den ganzen Problemen mit dem Klang schlug Keilholz vor, einen Schalldeckel an der Theaterdecke anzubringen, der in diesen Maßen einmalig war. Nachdem immer mehr Spezialisten sich mit dem Thema beschäftigt hatten, wurde die Optik des Raumes eher verschlechtert als verschönert. Anstatt in einem festlichen Saal zu sitzen, befand man sich in einer Art dunkler Höhle. Im Nachhinein scheint es nun so, als wären die funktionalen, technischen und spielbedingten Gründe der Modernisierung nur der Anlass gewesen, das Große Haus demonstrativ von seiner Vergangenheit zu befreien. Außerdem wurde nach dem Abriss des Kleinen Hauses in zwei Wettbewerben über einen Ersatzneubau entschieden. 1959 bis 1962 wurde unter der Leitung des Architekten Hans Volkart das heutige Kleine Haus errichtet. Volkart entwarf schließlich auch den 1962 eröffneten Neubau des Kulissengebäudes an der Konrad-Adenauer-Straße. Durch den Verlust des ursprünglichen Kleinen Hauses ging die von Max Littmann beabsichtigte Ensemblewirkung mit dem erhaltenen Großen Haus verloren. Zur Bundesgartenschau 1961 war außerdem die Anfang des 19. Jahrhunderts durch Nikolaus Friedrich von Thouret geschaffene, klassizistische Gestaltung des Oberen Schlossgartens mit dem Ovalsee vor dem Großen Haus zerstört worden, was die architektonische Wirkung des Großen Hauses seither zusätzlich beeinträchtigt.

### Sanierung des Großen Hauses (1983–1984)

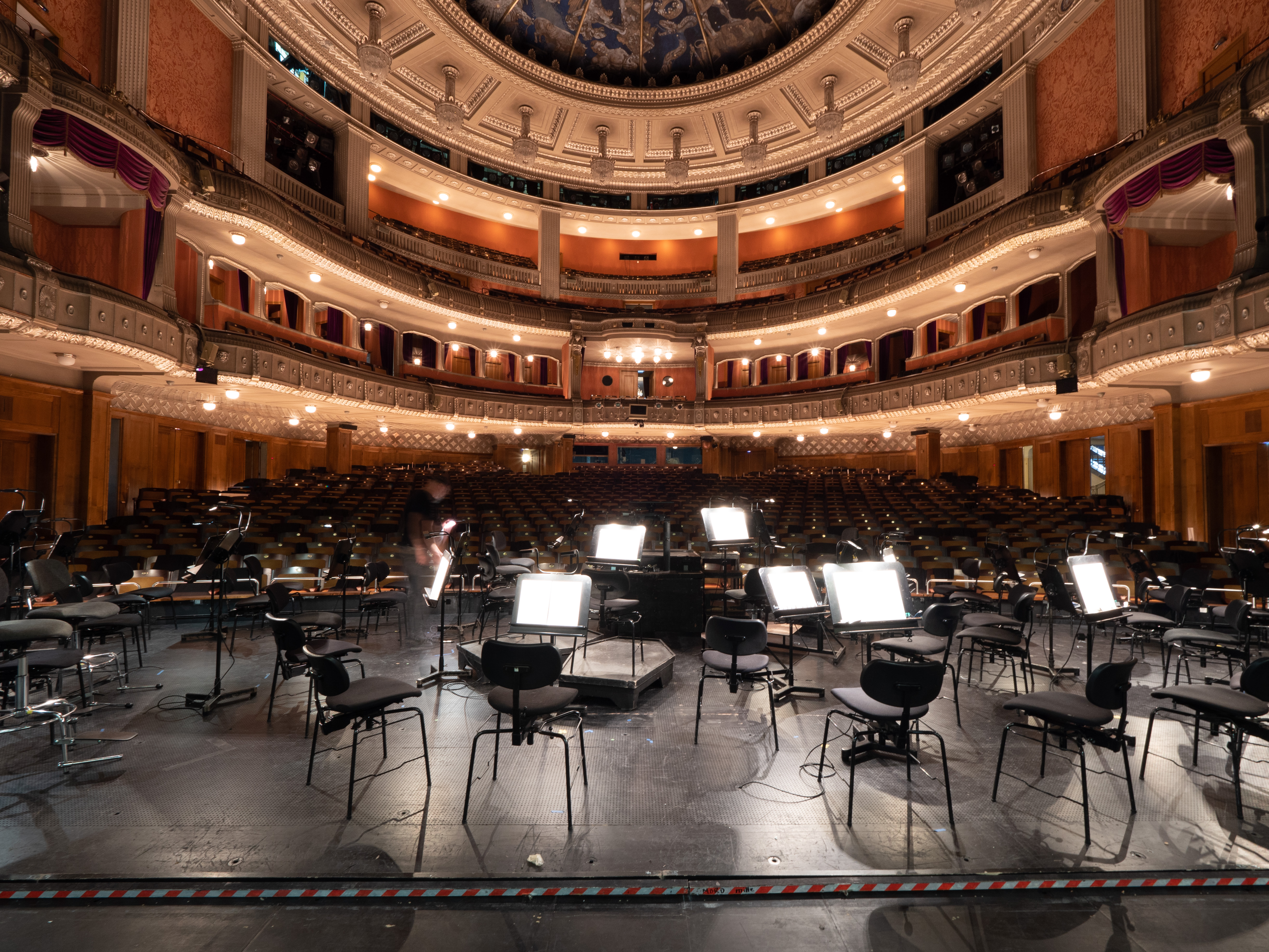
Zuschauerraum des Opernhauses

1983 bis 1984 wurde das Große Haus umfassend restauriert; die Gestaltung des Zuschauerraums, die durch einen Umbau in den 1950er Jahren fast ganz zerstört worden war, wurde dabei nach Originalplänen wieder dem Zustand von 1912 angenähert. Technische Probleme, wie defekte oder zugewachsene Heizungsrohre, kurzschluss- und brandgefährdete Elektroleitungen, sowie renovierungsbedürftige Sanitärinstallationen waren 1970 Ausgangspunkt für Überlegungen, das Große Haus zu modernisieren. Die dafür notwendigen Maßnahmen erforderten erhebliche Eingriffe in die vorhandene Bausubstanz. 1980 informierte die Bauverwaltung des Theaters den Verwaltungsrat darüber, dass die Modernisierung bis zu einem Jahr dauern könne. Daher habe man entschieden, diese in den 14-monatigen Theaterferien 1983/84 vorzunehmen. So entschloss man sich erneut dazu, einen Wettbewerb zu veranstalten, den der Verwaltungs- und Theaterbeirat am 31. Januar 1981 genehmigte. Die Renovierung sollte einige zentrale Problem lösen, wie z. B. Modernisierung der Beleuchtungsanlagen und Verbesserung der Akustik. Aber auch der historische Bestand des Großen Hauses sollte wiederhergestellt bzw. erhalten werden. Dies erschien zunächst schwierig angesichts der hohen finanziellen Anforderungen. Für den Wettbewerb zur Vergabe der Bauaufgaben wurden acht Architekten aufgefordert, Entwürfe einzusenden. Sechs Entwürfe wurden abgegeben und beurteilt. Gewonnen hat den Architektenwettbewerb Gottfried Böhm, dessen Konzept die größtmögliche Rückgewinnung der Gestaltungselemente von Littmann mit eigenständigen Ergänzungen kombinierte, beispielsweise im Bereich des Proszeniums.
Zunächst wurde die Kassettendecke, welche den Umbau von 1956 ohne größere Schäden überstanden hatte, wieder freigelegt und Pilasterordnungen wurden anhand der vorhandenen Unterlagen Littmanns wiederhergestellt. Ziel war es, ohne große Eingriffe in die Bausubstanz und durch die Freilegung der abgedeckten und verkleideten Originalgestaltung dem Theater seine festliche Atmosphäre zurückzugeben. Ein Problem, was schon zu Littmanns Zeiten nicht gelöst wurde, war die Büffetfrage, die aber zur Zeit des Hoftheaters wahrscheinlich nicht so relevant war wie in den 1980er Jahren. Das Königsfoyer war provisorisch ausgestattet und wurde seiner Wertigkeit nicht gerecht. Daher musste eine Lösung für den sogenannten kalten Gang gefunden werden. So verwendete man den Gang als Übergang und Terrasse zum Verwaltungsgebäude. Der Bühnenrahmen, der gitterartig vor der Bühnenöffnung stand und sich so in den Wandfeldern zwischen den Pilastern fortsetzte, wurde zur Verklammerung von Bühnenbereich und Zuschauerraum. Dieses Konzept galt unter Architekten als faszinierend, für die Theatervertreter hatte die Portalstruktur einen zu starken Eigenwert. Das Preisgericht des Wettbewerbs bemerkte zu Böhms Entwurf: „Die Arbeit liefert als Vision in der Verbindung eines historischen Raumes mit den Veränderungen unserer Zeit einen bemerkenswerten und entwicklungsfähigen Beitrag zur gestellten Aufgabe.“ Böhm löste auch das Problem mit dem kalten Gang, indem er einen aufwendigen zweigeschossigen, runden Pavillon plante und ihn mittels Brücken mit dem Foyer des ersten und des zweiten Rangs verknüpfte. Obwohl Böhm den Wettbewerb gewonnen hatte, wurde bei der finalen Umsetzung auf die Wünsche der Theaterleitung in Bezug auf den Proszeniumsrahmen eingegangen.
Die Arbeitsgruppe des Bauamtes war im Münchner Theatermuseum auf die Originalpläne Littmanns gestoßen, in denen bis hin zu den kleinsten Dekorationen großformatige Details über die Stuttgarter Theatergebäude aufzeichnet waren. Vor dem Fund hatte man nur wenige Fotografien aus dem Jahr 1912 sowie beschreibende Texte. In einem Stahlschrank befanden sich zwei Schubladen mit ca. 2.000 Zeichnungen und Aquarellen von den Theatern in Stuttgart. Dieser Umstand, der auch etwaige Unsicherheiten beseitigen half, ersparte vor allem Zeit und Geld. Trotzdem kostete die erweiterte Restaurierung statt 4,5 Millionen DM nach dem Beschluss der Rückführung sowie dem Bau des Büffetpavillons 16,5 Millionen DM. Die Mehrkosten wurden zum einen durch den Einsatz des Fördervereins Alte Oper Stuttgart e.V, zum anderen durch die Übernahme des restlichen Betrags durch das Land Baden-Württemberg gedeckt. Der Bauplan, der bis ins kleinste Detail zeitlich abgestimmt war, um Verzögerungen zu verhindern, stand bereits acht Wochen vor Baubeginn fest. Bis zu 250 Bauarbeiter wirkten gleichzeitig an dem Projekt mit. Die Rekonstruktion der Stuckaturen, die Wiederherstellung der Stuccolustrowände in den Foyers, der originalgetreue Nachbau sämtlicher Leuchten in Zuschauerraum und Foyer, die Ausbildung von beweglichen Feldern des Architravs, der Umbau des Bühnenportals, die Rückverlegung der an der Seite der Bühne gelegenen Portaltürme, die Erneuerung der Hubvorrichtung des Orchesterpodiums, die Wiederherstellung der Wandbespannung, die Anfertigung des Gestühls nach Mustern aus der Erbauungszeit, die Neueinrichtung von WCs und Duschräumen, der Umbau des Kammertheaters in einen Ballettübungssaal, und die Vergrößerung des Chorprobenraumes und Ausstattung mit neuen Stühlen wurden sofort in Angriff genommen. Außerdem wurde 1983 im Gebäude der Neuen Staatsgalerie des britischen Architekten James Stirling das Kammertheater eröffnet. 2001 wurden das Große Haus in Opernhaus und das Kleine Haus in Schauspielhaus umbenannt. 2010 wurde die Studiobühne Nord im neu erbauten Probenzentrum der Staatstheaters eröffnet.
Heute nutzen die Württembergischen Staatstheater die folgenden Spielstätten:
- Das Große Haus bzw. Opernhaus verfügt über 1.404 Sitzplätze und ist Bühne für die Staatsoper Stuttgart und das Stuttgarter Ballett.
- Das Kleine Haus bzw. Schauspielhaus mit 679 Sitzplätzen ist Bühne für das Schauspiel Stuttgart und das Stuttgarter Ballett.
- Im Kammertheater in der Neuen Staatsgalerie mit 420 Sitzen werden kleinere Opern, Schauspiele oder auch Ballettinszenierungen aufgeführt.
- Das Nord ist eine Studiobühne der Jungen Oper Stuttgart (JOiN) mit 150 Sitzplätzen im Probenzentrum der Staatstheater am Löwentorbogen.
- In der Liederhalle finden Sinfonie- und Kammerkonzerte des Staatsorchesters Stuttgart statt.
- Auf der Probebühne der John-Cranko-Schule finden unter anderem Vorführungen des Stuttgarter Balletts statt.

## Beschreibung

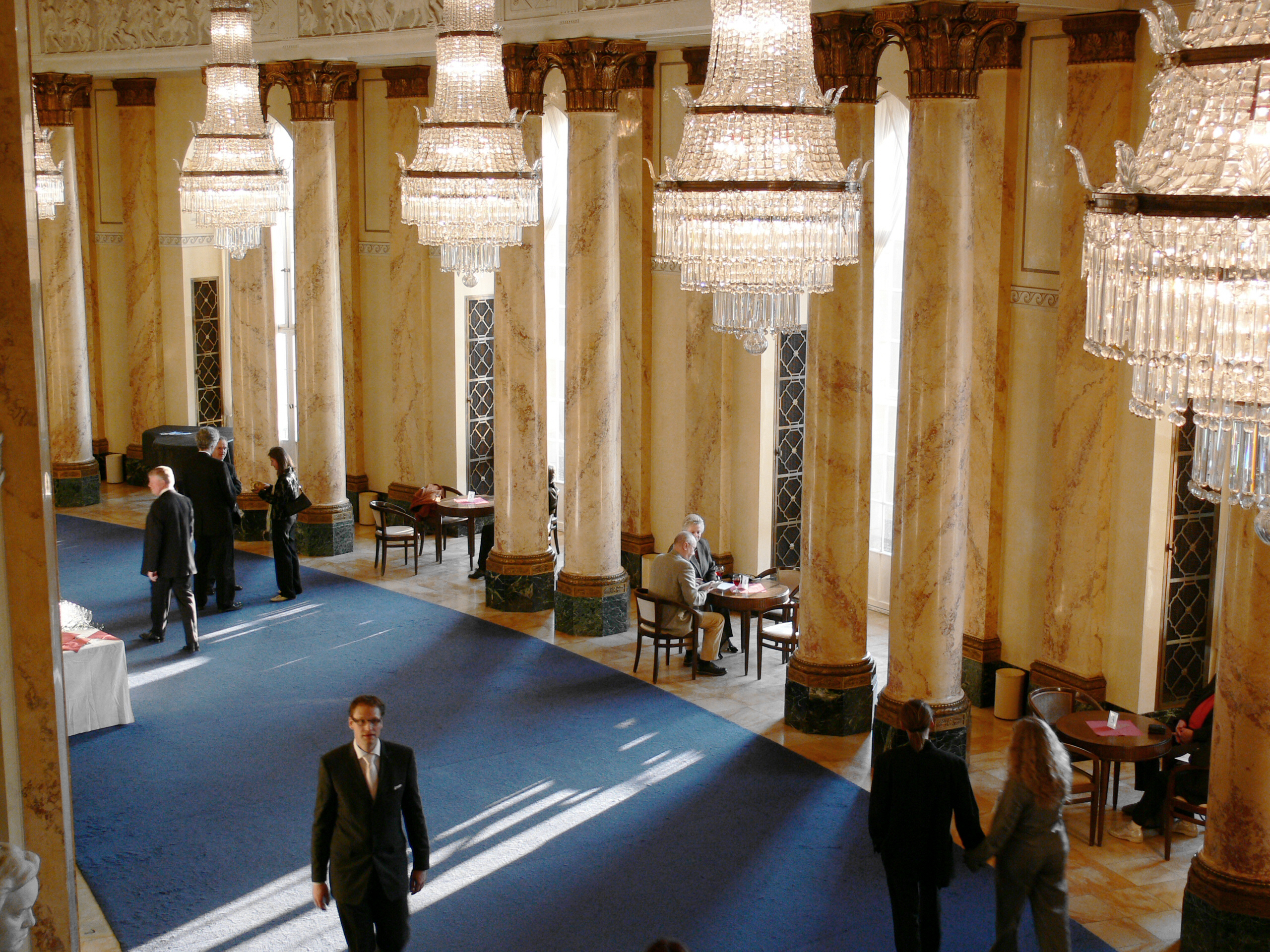
Foyer des Opernhauses

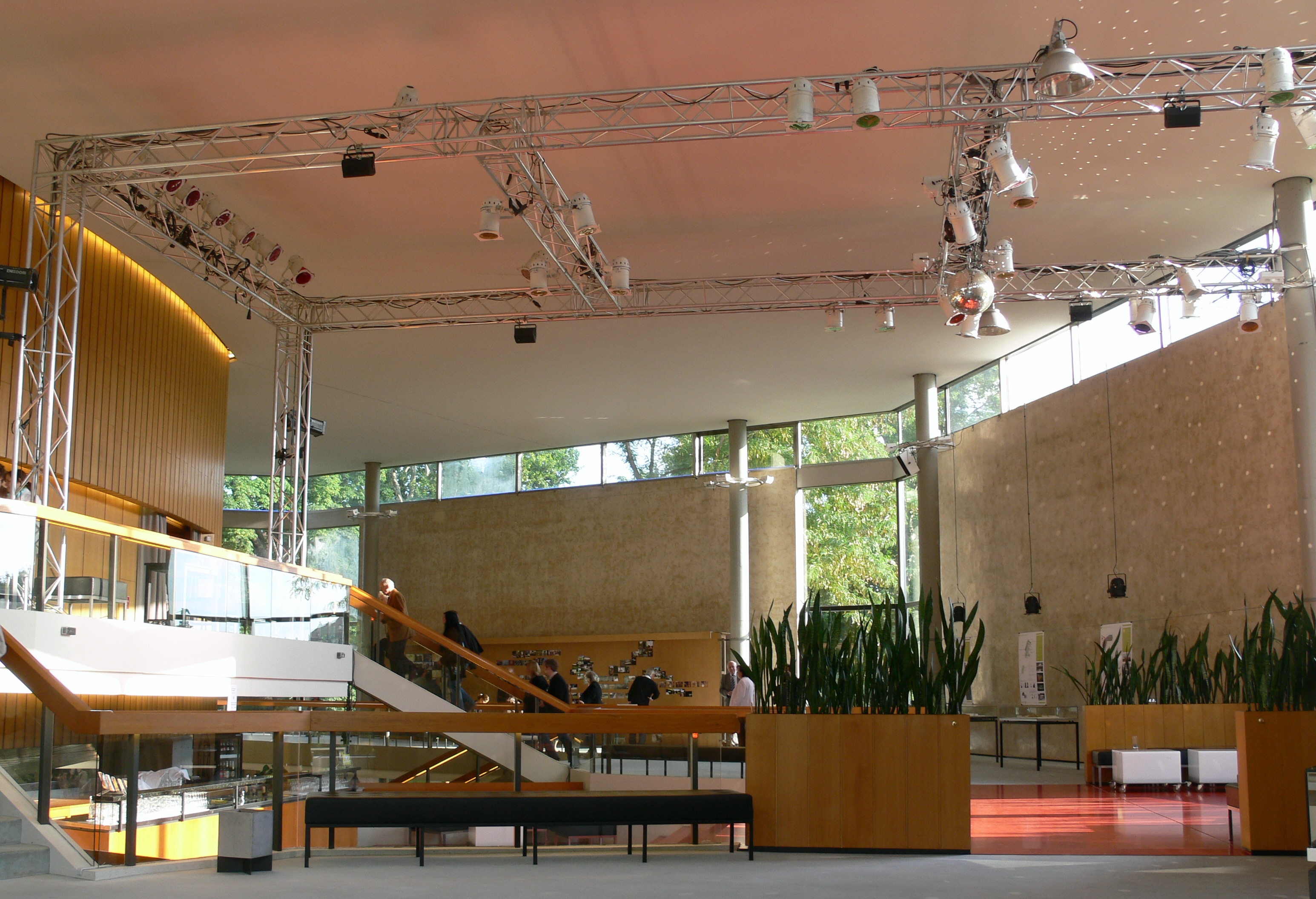
Foyer des Schauspielhauses

### Großes Haus
Die Württembergischen Staatstheater befinden sich im Oberen Schlossgarten 6 am sogenannten Eckensee zwischen Hauptbahnhof und Residenzschloss. Äußerlich teilt sich das Große Haus bzw. Opernhaus anschaulich in die Funktionseinheiten Zuschauerhaus, Hinterbühne und Bühnenhaus. Seine Gliederungen sind im monumentalen Klassizismus des frühen 20. Jahrhunderts gehalten. Die im Grundriss konvex geformte Hauptfassade mit ihren Doppelsäulen spiegelt den Umriss des Zuschauerraums und stand mit ihrer Mittelachse in der des damaligen Anlagensees. Das Große Haus wurde u. a. mittels bis zu 16 m langer Stahlbetonpfähle unter dem Bühnenhaus im Schwemmland gegründet. Das Tragwerk des Großen Hauses ist als Stahlskelett ausgebildet. Fachwerkträger bis zu 25 m Länge spannte man über der Bühnenöffnung und im Dachwerk. Stützen und Träger wurden dabei mit Ziegelmauerwerk umgeben. Aus gleichem Material mauerte man auch die Innenwände. Die Fassaden sind innen ebenfalls aus Ziegelsteinen, außen aus gelbem Sandstein vorwiegend aus Maulbronn, gemauert. Für die Freitreppe setzte man Schwarzwälder Granit ein. Das ursprüngliche Kupferblechdach wurde in den letzten Jahren des Ersten Weltkriegs von den Bauten der Zweihausanlage zu militärischen Zwecken entfernt und durch Teerpappe ersetzt. 1927/29 allerdings verlegte man wieder – dem ursprünglichen architektonischen Konzept entsprechend – Kupferblech auf die Dächer der Theateranlage. Dieses – bald wieder grün patiniert – bestimmte jahrzehntelang das Erscheinungsbild des Großen Hauses, insbesondere seine Hauptschauseite. Seit 2021 ist diese Dachdeckung allerdings durch ein mittlerweile schwarzbraun patiniertes Kupferblechdach ersetzt infolge eines Sturms, der das Dachblech von 1927 über dem Zuschauerhaus abhob. Das Große Haus verfügt bis heute über eine Hinterbühne und hatte ursprünglich nur eine Seitenbühne an der Nordseite. Der Orchestergraben war versenkt und mit einem sog. Wagnerschirm versehen. 1935/36 wurde die nördliche Seitenbühne erhöht und durch den Einbau einer weiteren Seitenbühne in die Struktur des südlichen Querhauses eine erste Kreuzbühne geschaffen. Spätestens in den 1980er Jahren wurden die noch originalen Teile der Bühnenmaschinerie ausgetauscht und die nördliche Seitenbühne bis zur Durchfahrt erweitert.
Die Eingangsfront des Großen Hauses ist zum Eckensee im Oberen Schlossgarten hin ausgerichtet. Ein gerundeter Säulenportikus ist der Front vorgeblendet. Das Dach des Portikus bildet einen Terrassengang zwischen der Attika und einer Balustrade. Auf der Attika, hinter der sich der 3. Rang befindet, sind 10 vier Meter hohe Figuren als Portikusbekrönung angeordnet. Sie wurden 1912 nach Bewegungsskizzen von Ludwig Habich von 9 verschiedenen Bildhauern entworfen und von den Bildhauern Richard und Willy Schönfeld ausgeführt. Die Figuren stellen Allegorien der Künste dar, die bei der Schaffung szenischer Vorgänge in Tätigkeit treten. Die einzelnen Allegorien und ihre Bildhauer lauten von links nach rechts: Bildhauerkunst von Adolf Fremd, Architektur von Emil Kiemlen, Technik von Theodor Bausch, Dramatik von Melchior von Hugo, Mimik von Ludwig Habich, Gesang von Robert Poetzelberger, Lyrik von Karl Donndorf, Musik von Daniel Stocker, Schauspielkunst von Karl Gimmi, und Malerei von Adolf Fremd. Die sieben Portale in der Eingangsfront des Großen Hauses werden von ionischen Doppelsäulen gerahmt. Die Portale bestehen aus zwei Holzflügeln und einem vergitterten Oberlicht. Sie sind zwischen zwei Pfeilern eingelassen und werden von einem Türsturz mit einem Mäanderrelief bekrönt. Darüber liegen eine Steinbrüstung und ein hohes Rundbogenfenster mit einem Brüstungsgitter. Die Steinbrüstungen ziert jeweils mittig eine stilisierte griechische Theatermaske. Die Masken wurden von nicht bekannten Bildhauern 1912 geschaffen. Eingerahmt zwischen zwei hängenden Tuch- oder Haarzöpfen drücken sie Entsetzen, Trauer, Verachtung oder Hohn aus. Starrblickende Augäpfel oder schwarze Augenlöcher unterstreichen die düstere Stimmung, die die Masken ausstrahlen. Sechs der ovalen oder rechteckigen Münder sind wie zum Schreien weit aufgesperrt und zeigen den klaffenden Schlund.

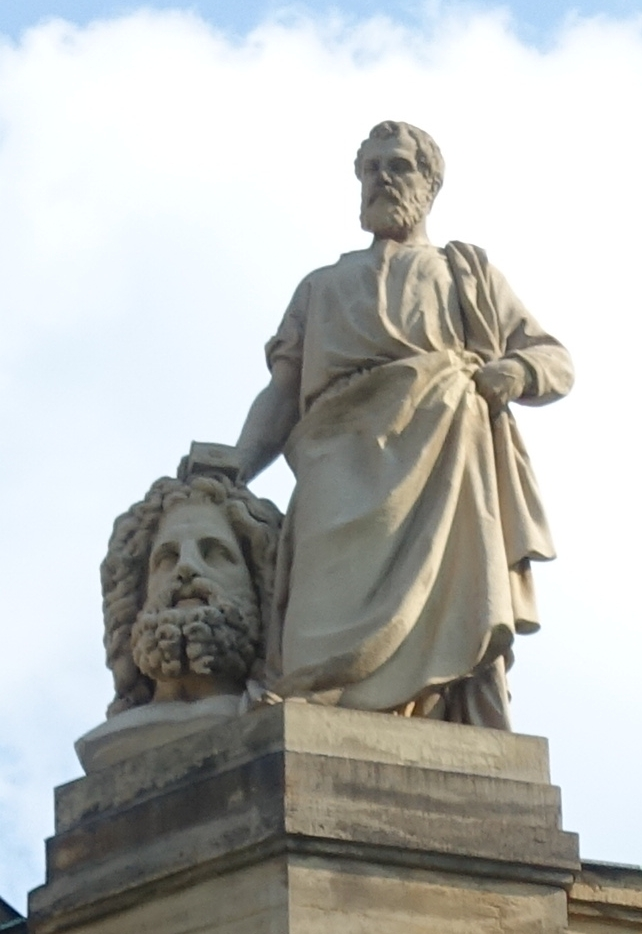
Bildhauerkunst
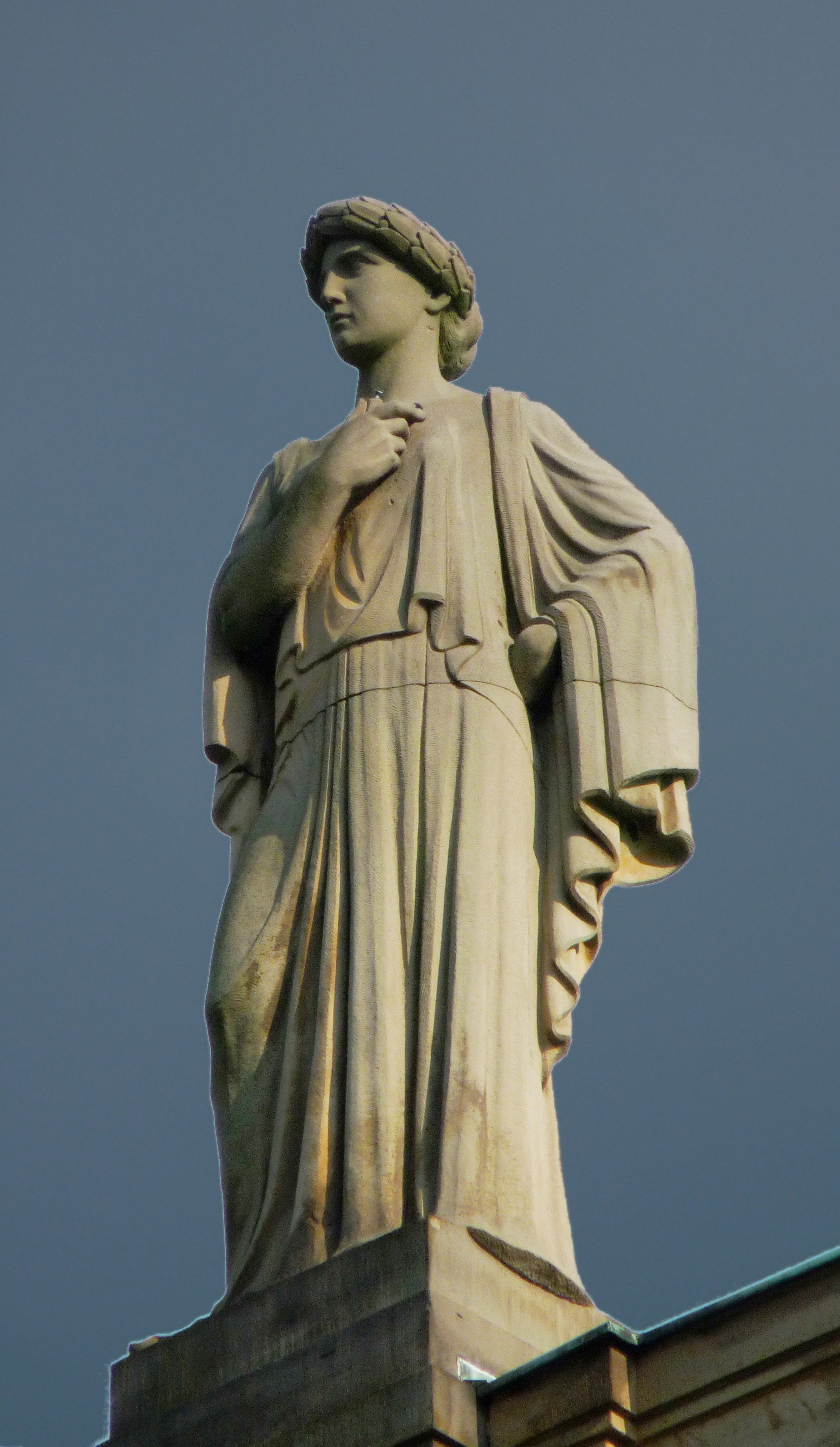
Architektur
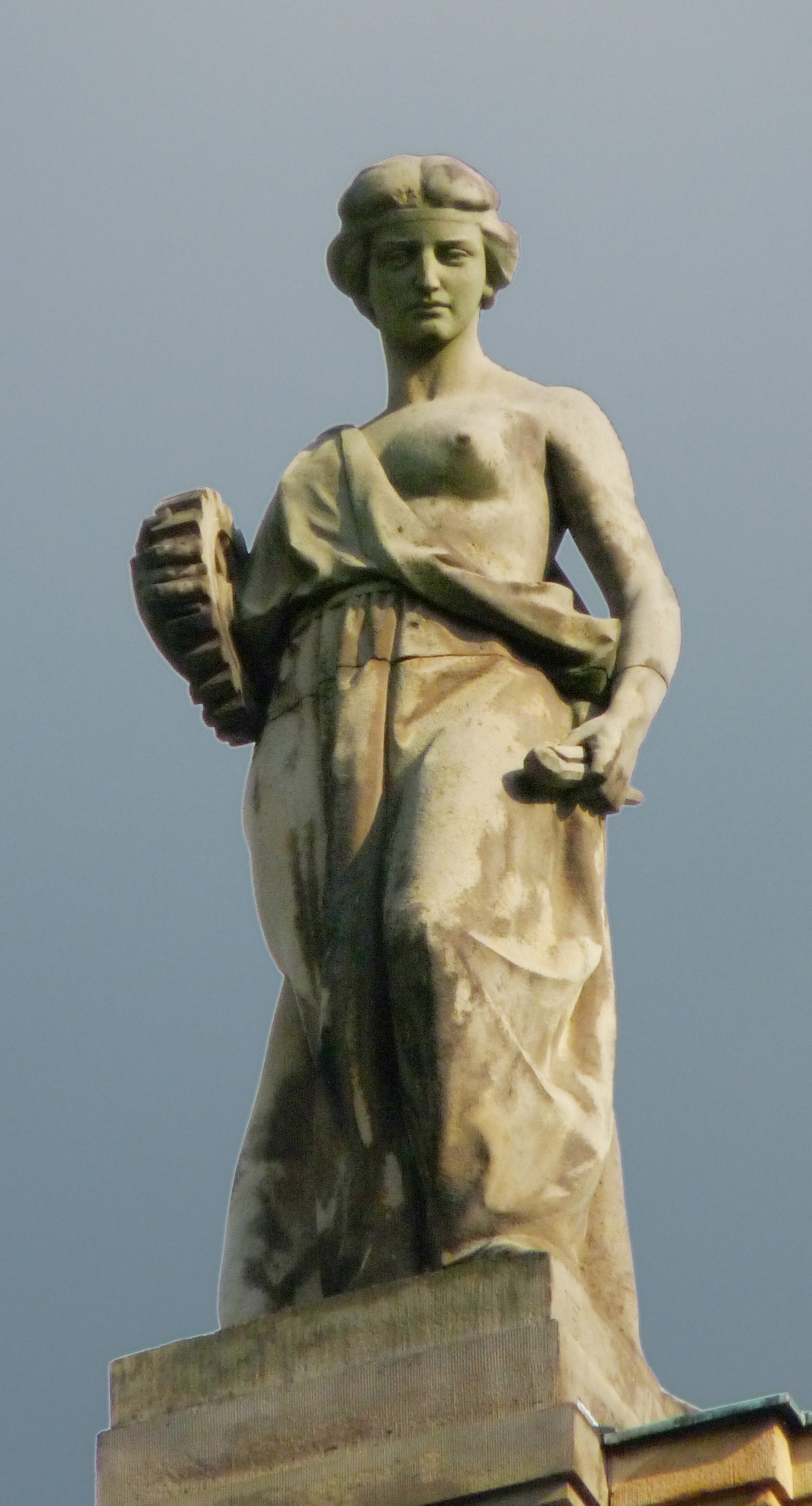
Technik
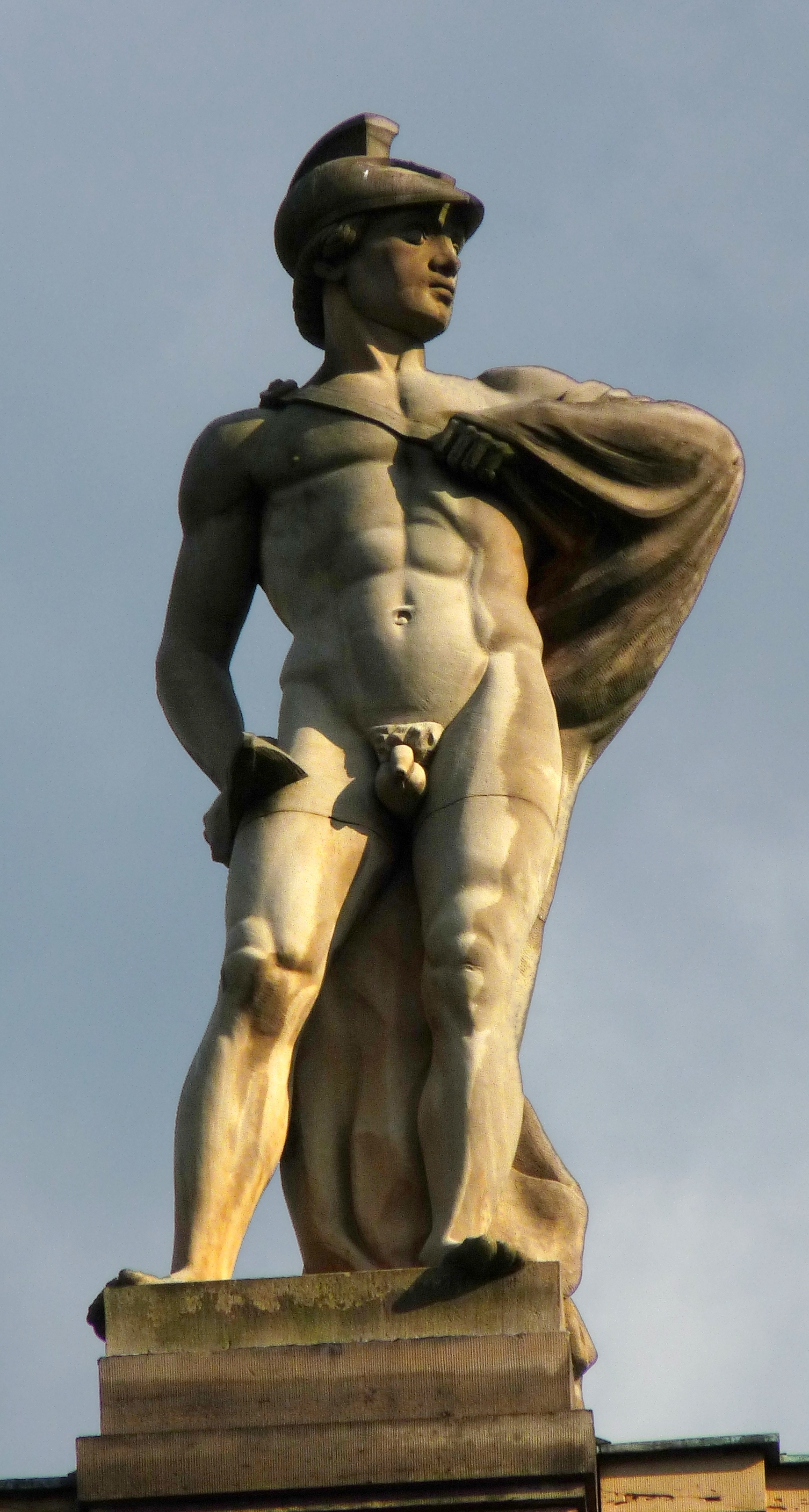
Dramatik
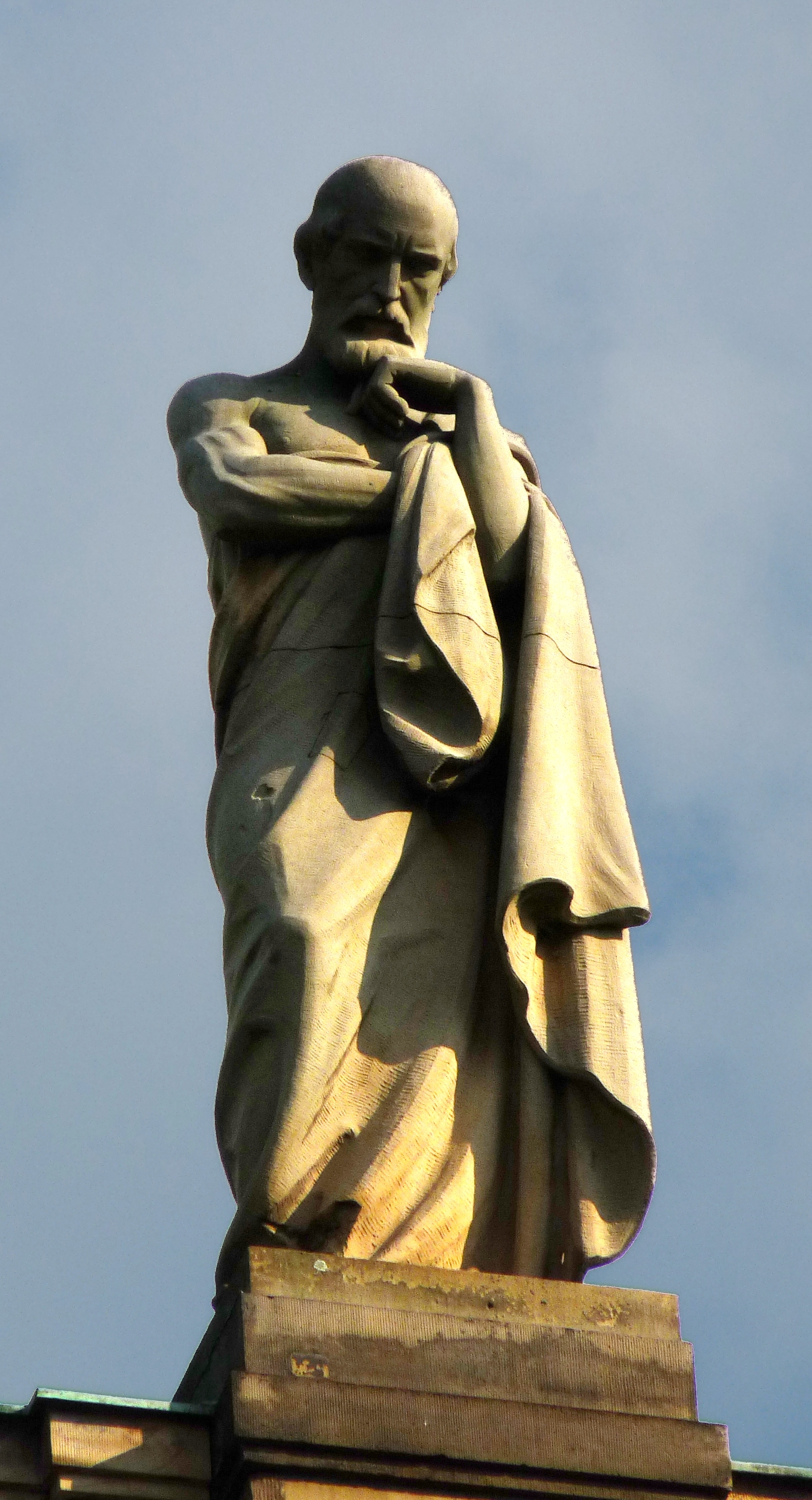
Mimik
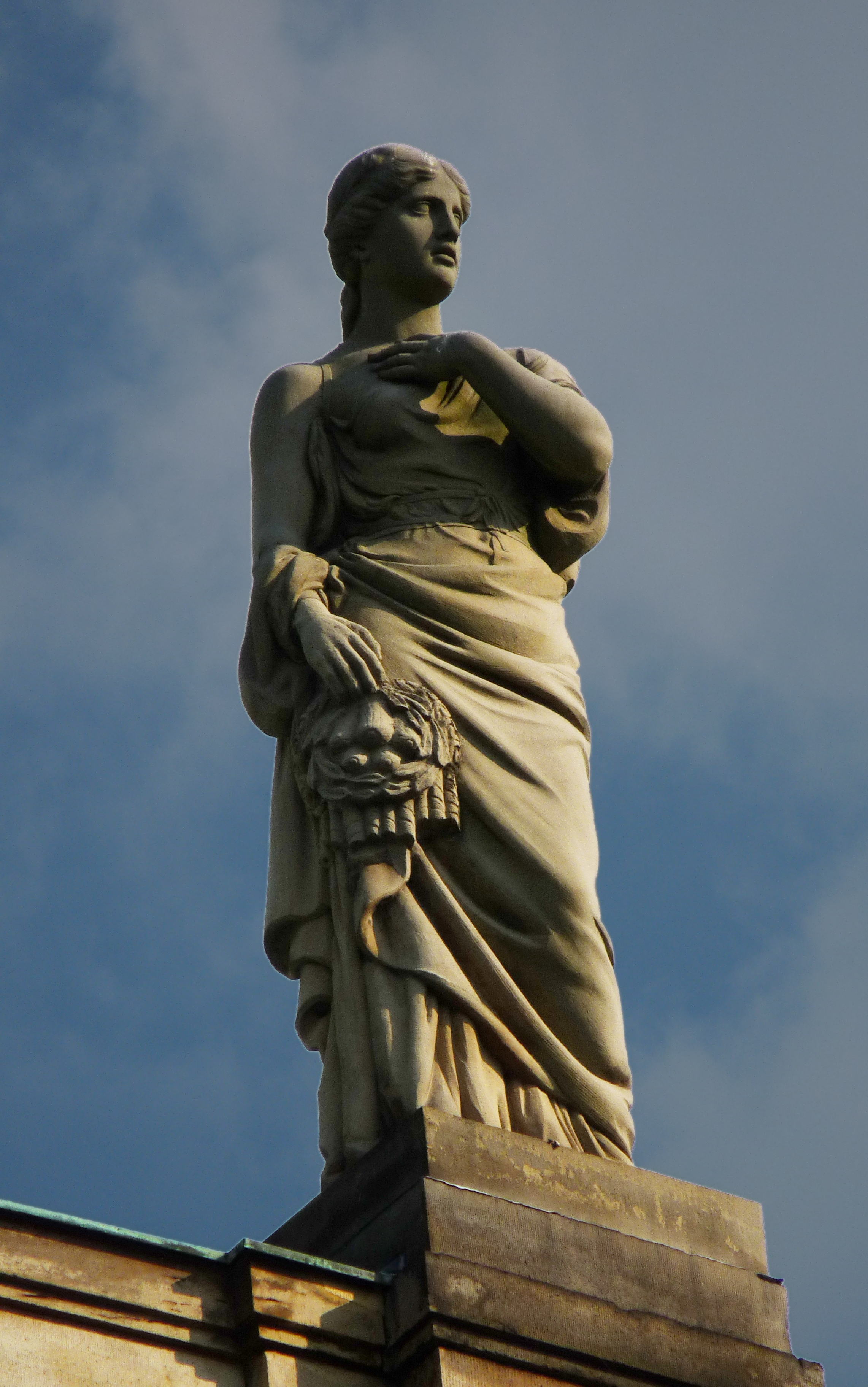
Gesang
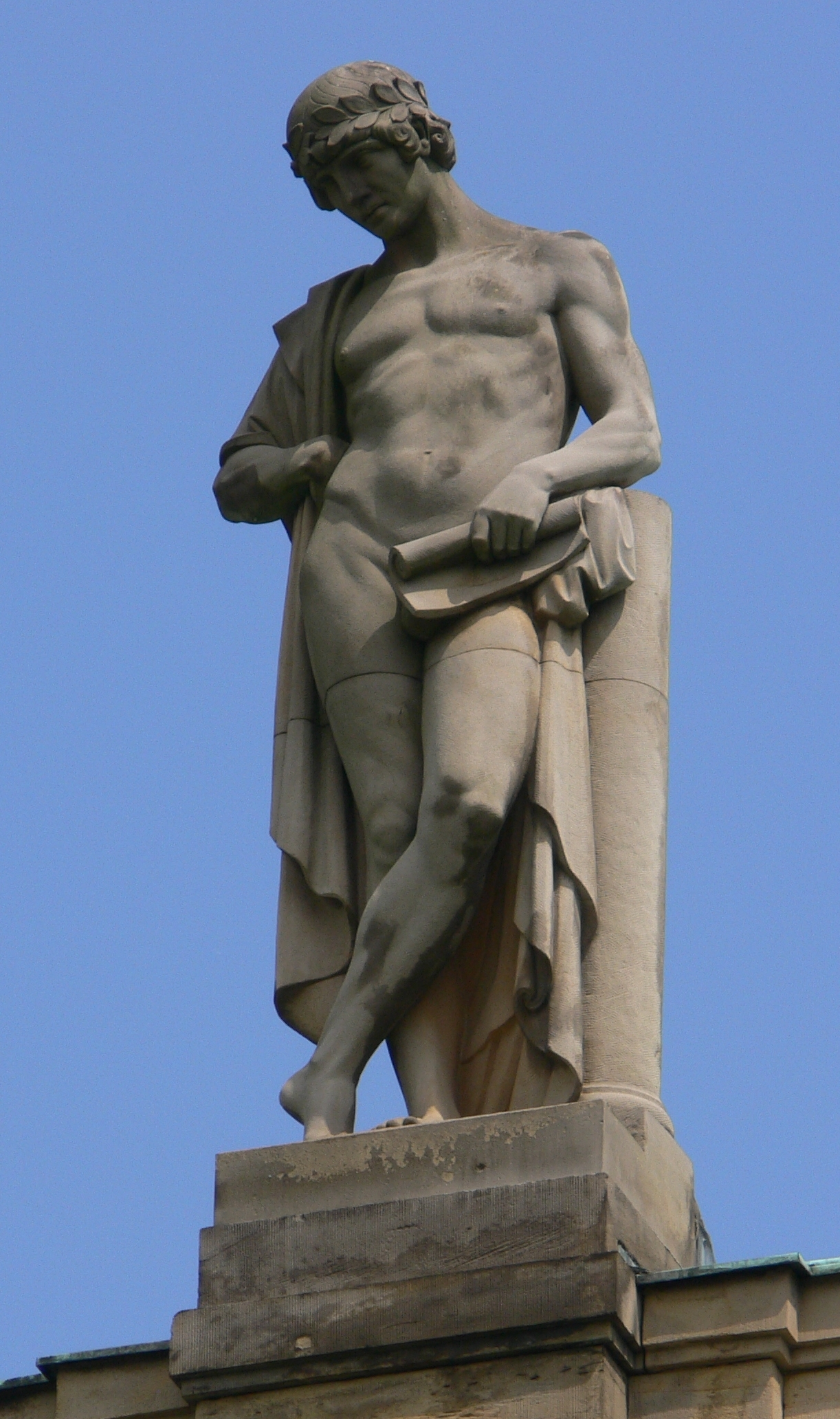
Lyrik
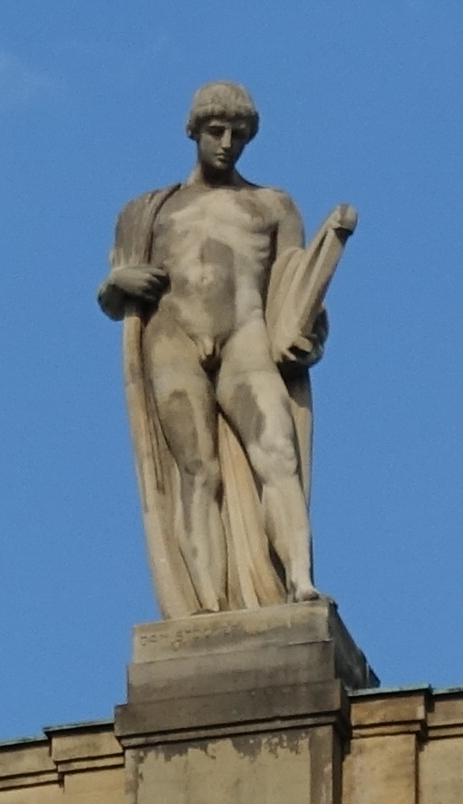
Musik
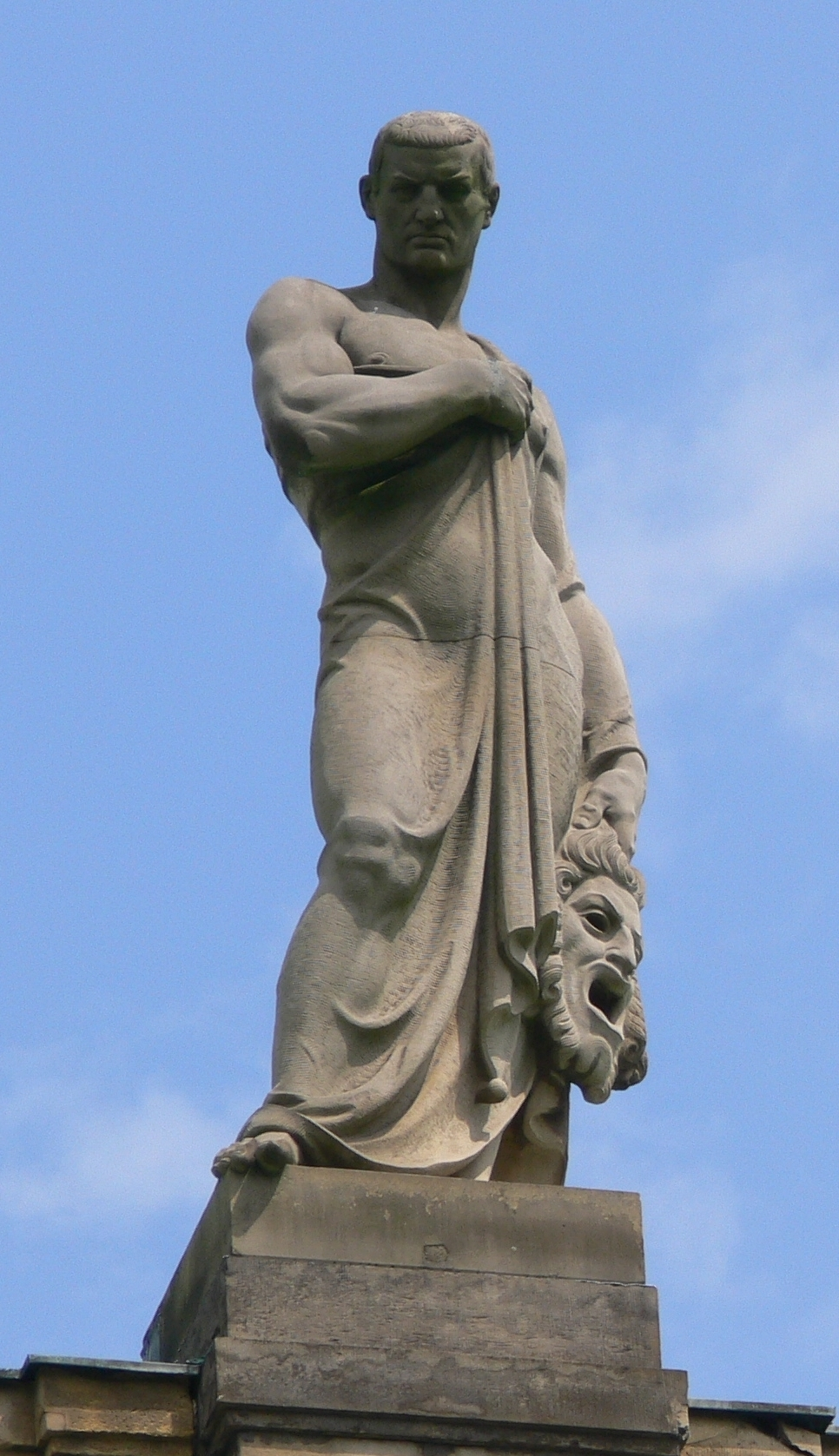
Schauspielkunst
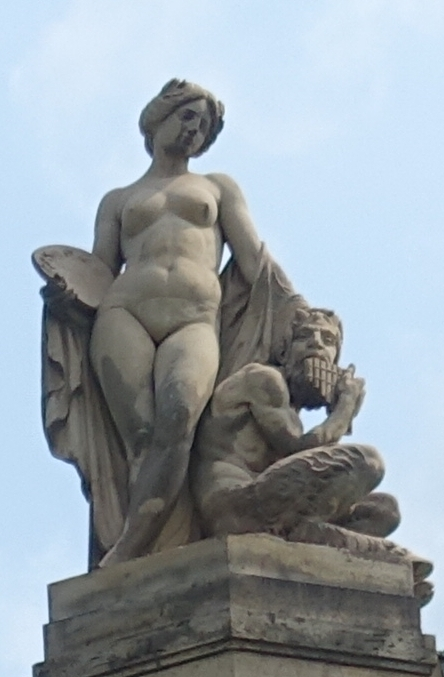
Malerei

Innerlich erschließt sich nach der letzten Umgestaltung im Opernhaus wieder ein dekorativer und farbiger Reichtum, der von restauratorischen Befunden und den kolorierten Zeichnungen Littmanns abgeleitet ist. Der Zuschauerraum des Opernhauses wirkt mit seinen Grau-, Silber- und Gelbtönen seitdem wieder festlich. Der Zuschauerraum bietet 1.404 Plätze, die sich auf dem als Amphitheater aufgebauten Parkett sowie auf drei Rängen verteilen. Oberhalb des Parketts schwebt der erste Rang stützenlos mit einer umlaufenden Brüstung, die beiden seitlichen Logen waren für die Majestäten und den Thronfolger vorgesehen, die heutige Mittelloge als Königliche Galaloge geplant. Der zweite Rang, der nur drei bis vier Sitzreihen zählt, schließt ebenso wie der erste Rang mit der Raumschale ab. In der letzten Sitzreihe befinden sich Wandpilaster, welche die Decke des Zuschauerraums tragen. Die vordersten beiden Pilaster vor der Bühnen, stellen den Bezug zu den hölzernen Wandvertäfelungen im Parkett her, die in der Literatur als Sockel für die Architektur interpretiert werden. Dass die Rotunde von schlanken Pilastern und Pfeilern eingefasst wird, was nur durch den Verzicht eines dritten umlaufenden Gangs möglich war, ist Max Littmanns Leitmotiv, das sich in den kreisförmig angeordneten Kassetten zeigt. Das Bühnenportal ist schwer kassettiert und eher neutral untektonisch.
Aus dem Eröffnungsjahr der Zweihausanlage, 1912, stammt das Gemälde auf der Kuppel des Zuschauerraums im Großen Haus das die über der nördlichen Erdhalbkugel sichtbaren Sternbilder auf dunkelblauem Grund zeigt. Diese erscheinen in antiker Tradition als Gegenstände, Tiere und menschliche Gestalten. Urheber des Bildes ist Julius Mössel, einer der bedeutendsten Dekorations- und Kunstmaler der Zeit. Bereits am Prinzregententheater in München, dem ersten Theaterbau Littmanns, war Mössel als Dekorations- und Kunstmaler beteiligt. Insgesamt sechs der elf Theater Littmanns malte Mössel schließlich aus. Das Kuppelbild im Opernhaus Stuttgart ist Mössels Hauptwerk. Durch das Sternbildergemälde fand und findet Littmanns Raumkonzeption ihre Überhöhung. Über dem Zuschauerraum erscheint das Bild als gläserne, durch goldene Rippen gehaltene Kuppel, durch die man den sternklaren Nachthimmel erblickt.

### Kleines Haus
Die Außenfassade des Kleinen Hauses bzw. Schauspielhauses ist in weißem Marmor gehalten, was im Gegensatz zu dem aus Sandstein bestehenden Opernhauses steht. Der Bau öffnet sich zum Schlossgarten, indem die Fassade mit umlaufenden Fensterbändern sich über die ganze Höhe des Baus erstrecken. Das Theater hat die Form eines Achtecks. Das Kleine Haus hatte vor dem Krieg eine gewisse Harmonie, die durch seine grünen Stoffbezüge und das braune Kirschbaumholz geschaffen wurde und somit eine edelmütige aber dennoch gemütliche Atmosphäre ausstrahlte. Das 1962 neu erbaute Schauspielhaus bot Raum für 837 Zuschauer, die sich auf einem als Amphitheater gestalteten Parkett verteilen. Das als umlaufender Rang gebaute Foyer ist in die Außenwand eingehängt und lässt in der Mitte Zuschauerhaus und die tieferliegenden Garderoben frei stehen. Die Bühne ist mit zwei Seitenbühnen und einer reduzierten Hinterbühne ausgestattet. Von 2010 bis 2012 wurde das Schauspielhaus saniert, ab August 2012 war es für eine zweite Sanierungsphase geschlossen und wurde am 19. September 2013 wiedereröffnet. Der neu gestaltete Zuschauerraum umfasst jetzt maximal 670 Sitzplätze.

## Leitung

### Generalintendanz
- Heinrich Vohs, Intendant 1802–1804
- Karl von Wächter, Intendant 1807–1814 und 1816–1820[17]
- Ernst Adolph Heinrich Freiherr von Wechmar, Intendant 1814–1816
- Friedrich von Lehr, Hof-Theater-Direktor 1820–1829
- Graf Karl Leutrum von Ertingen, Intendant 1829–1841
- Friedrich Wilhelm Freiherr von Taubenheim, Kommissarischer Intendant 1841–1846
- Ferdinand Freiherr von Gall, Intendant 1846–1869
- Gustav Adolf von Gunzert (1823–1897) (Hofkammerpräsident, führte das Amt interimsweise von 1869 bis 1873)
- Gustav Häcker, Intendant 1873–1874
- Feodor von Wehl, Intendant 1874–1886
- Julius von Werther, Geheimer Hofrat, Königl. Hoftheater-Intendant 1886–1892(?)
- Joachim Gans Edler zu Putlitz, Generalintendant 1892–1918(?)
- Albert Kehm, Generalintendant 1920–1933
- Otto Krauß, Generalintendant 1933–1937
- Gustav Deharde, Generalintendant 1937–1945
- Albert Kehm, 1945 von der amerikanischen Besatzungsmacht mit dem Wiederaufbau der Staatstheater beauftragt, gab wegen Intrigen und Einflussnahme auf den Spielplan den Posten bereits 1946 wieder ab
- Walter Erich Schäfer, Generalintendant 1948–1972
- Hans Peter Doll, Generalintendant 1972–1985
- Wolfgang Gönnenwein, Generalintendant 1985–1992

Seit 1992 gibt es an der Spitze der Staatstheater keinen Generalintendanten mehr, sondern drei gleichberechtigte künstlerische Intendanten von Oper, Schauspiel und Ballett („Stuttgarter Modell“); die Gesamtleitung hatten seither inne:
- Hans Tränkle, geschäftsführender Direktor 1992–2009
- Marc-Oliver Hendriks, Jurist, geschäftsführender Intendant seit 2009[18]

### Leitung der Sparten
Staatsoper Stuttgart
- Walter Jockisch, Oberspielleiter 1948–1950
- Wolfgang Windgassen, künstlerischer Direktor 1972–1974
- Wolfram Schwinger, Operndirektor 1975–1991
- Klaus Zehelein, Opernintendant 1991–2006 (mit Pamela Rosenberg, Co-Intendantin 1991–2000)
- Albrecht Puhlmann, Opernintendant 2006–2011
- Jossi Wieler, Opernintendant 2011–2018
- Viktor Schoner, Opernintendant seit 2018

Generalmusikdirektoren
- siehe Artikel Staatsorchester Stuttgart

Stuttgarter Ballett
- Mascha Lidolt, 1940–1944
- Bernhard Wosien, 1946–1948
- Osvalds Lemanis, 1948–1950
- Robert Mayer, 1950–1957
- Nicholas Beriozoff, 1957–1961
- John Cranko, 1961–1973
- Glen Tetley, 1974–1976
- Marcia Haydée, 1976–1996
- Reid Anderson, 1996–2018
- Tamas Detrich, seit 2018 (bereits in den 1980er Jahren dort Solotänzer)

Schauspiel Stuttgart
- Claus Peymann, 1974–1979
- Hansgünther Heyme, 1979–1985
- Ivan Nagel, 1985–1988
- Jürgen Bosse, 1988–1993
- Friedrich Schirmer, 1993–2005
- Hasko Weber, 2005–2013
- Armin Petras, 2013[19]–2018
- Burkhard C. Kosminski, seit 2018

## Auszeichnungen
- Das Schauspiel Stuttgart unter der Intendanz von Claus Peymann wurde bei der Kritikerumfrage der Zeitschrift Theater heute 1976 bis 1978 dreimal in Folge zum „Theater des Jahres“ gewählt.
- Die Oper Stuttgart wurde während der Intendanz von Klaus Zehelein (1994, 1998, 1999, 2000, 2002 und 2006) und Jossi Wieler (2016) bei der Kritikerumfrage der Zeitschrift Opernwelt vielfach als „Opernhaus des Jahres“ ausgezeichnet.
- Der Staatsopernchor Stuttgart wurde bei der Kritikerumfrage der Opernwelt der Jahre 1999, 2000, 2001, 2002, 2003, 2005, 2006, 2011, 2012, 2017, 2018, 2019 und 2020 zum „Chor des Jahres“ gewählt.
- Das Schauspiel Stuttgart unter der Intendanz von Hasko Weber wurde bei der Kritikerumfrage von Theater heute 2006 zum „Theater des Jahres“ gewählt.
- Das Stuttgarter Ballett wurde bei der Kritikerumfrage der Zeitschrift tanz 2011 zur „Kompagnie des Jahres“ gewählt.[20]
- Die Junge Oper erhielt 2013 den BKM-Preis Kulturelle Bildung für die Produktion smiling doors.[21]

## Uraufführungen

### Großes Haus
- Ulenspiegel von Walter Braunfels, 4. November 1913
- Mona Lisa von Max von Schillings und Beatrice Dovsky, 26. September 1915
- Eine florentinische Tragödie von Alexander von Zemlinsky nach Oscar Wilde, 30. Januar 1917
- An allem ist Hütchen schuld von Siegfried Wagner, 6. Dezember 1917
- Mörder, Hoffnung der Frauen von Paul Hindemith und Franz Blei, 4. Juni 1921
- Die Zaubergeige von Werner Egk nach Ludwig Andersen, 2. Mai 1954 (Neufassung)
- Comoedia de Christi Resurrectione von Carl Orff, 1. April 1957
- Oedipus der Tyrann von Carl Orff nach Friedrich Hölderlin, 11. Dezember 1959
- Ludus de Nato Infante Mirificus von Carl Orff, 11. Dezember 1960
- 17 Tage und 4 Minuten von Werner Egk nach Calderon, 2. Juni 1966
- Prometheus von Carl Orff nach Aischylos, 24. März 1968
- Don Quijote de la Mancha von Hans Zender, 3. Oktober 1993
- Giuseppe e Sylvia von Adriana Hölszky, 17. November 2000
- Pastorale von Gérard Pesson, 14. Mai 2006 (Konzertante Uraufführung)
- Mondschatten von Younghi Pagh-Paan, 21. Juli 2006
- Fremd von Hans Thomalla, 2. Juli 2011
- Peter Pan von Richard Ayres, 19. Juli 2013
- Wunderzaichen von Mark Andre, 2. März 2014
- Erdbeben. Träume. von Toshio Hosokawa, 1. Juli 2018
- BORIS: Boris Godunow von Modest Mussorgski / Secondhand-Zeit von Sergej Newski, 2. Februar 2020
- Der Räuber Hotzenplotz von Sebastian Schwab, 4. Februar 2023

### Kleines Haus
- Ariadne auf Naxos von Richard Strauss und Hugo von Hofmannsthal, 25. Oktober 1912
- Der Revisor von Werner Egk nach Nicolaj Gogol, 9. Mai 1957 (Rokokotheater Schwetzingen)
- Die Französisch-Stunde von Wilhelm Killmayer, 19. Oktober 1966 (Kammertheater)
- Rondeau von György Ligeti, 26. Februar 1977 (Kammertheater)
- Die Erschöpfung der Welt von Mauricio Kagel, 9. Februar 1980
- Fanferlieschen Schönefüßchen von Kurt Schwertsik, Karin Körner und Thomas Körner nach Clemens von Brentano, 24. November 1983 (Kammertheater)
- Echnaton von Philip Glass, 24. März 1984
- Séraphin von Wolfgang Rihm (Uraufführung der Neufassung), 24. November 1996 (Kammertheater)

## Bekannte Ensemblemitglieder
| - Ludwig Anschütz - Ben Becker - Maja Beckmann - Margarethe Bence - Hans Caninenberg - Constantinos Carydis - Gisela von Collande - Willi Domgraf-Fassbaender - Trude Eipperle - Rudolf Fernau - Elisabeth Flickenschildt - Edith Heerdegen | - Hannelore Hoger - Grace Hoffman - Paul Hoffmann (von 1952 bis 1957 auch Schauspieldirektor) - Wolfgang Höper - Gerhard Just - Christian Kayßler - Wolfgang Kieling - Hermine Körner - Mila Kopp - Peter Kurth - Horst Laubenthal | - Catarina Ligendza - Theodor Loos - Hans Mahnke - Sigrid Onégin - Erich Ponto - Ruth-Margret Pütz - Günther Reich - Peter Roggisch - Otto von Rohr - Harald Schmidt | - Helene Schneiderman - Wolfgang Schöne - Edgar Selge - Anna Sutter - Josef Traxel - Ernst Waldow - Samuel Weiss - Wolfgang Windgassen - Fritz Wisten - Fritz Wunderlich - Rosel Zech |

## Trivia
Laut Auskunft des Opernhauses befinden sich die besten Plätze in Bezug auf Sicht und Akustik in der Reihe 5 im Parkett auf Sitz 131 und 132.

## Filmdokumentation
- Vadim Jendreyko und Thiemo Hehl (Buch), Vadim Jendreyko (Regie): Die Singende Stadt, 2010, Dokumentarfilm, ca. 92 Minuten Filminformationen
- Karl Ulrich Majer (Buch), Walter Rüdel (Regie): Walter Erich Schäfer oder Die Theatertaten eines Gutsherrn aus Niederbayern, ca. 30 min., ZDF